# 中国汽车制造业

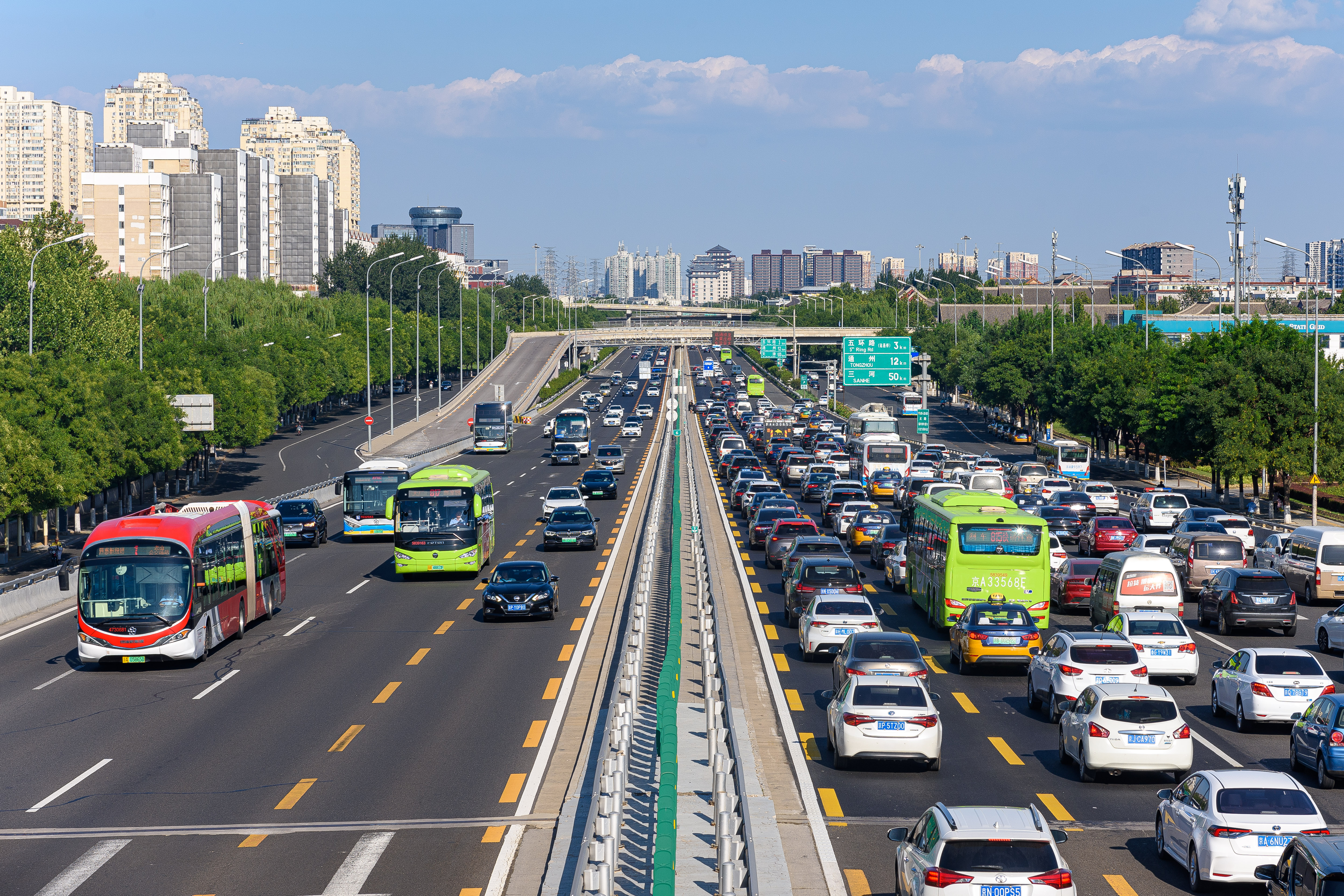
北京高速公路上的车辆交通

中国目前是世界第一大汽車生產國、出口國及第一大汽車市場。同時也是世界最大的新能源車生產國、出口國及第一大新能源車市場，並在自動駕駛、動力電池、充電網路、原料儲能等新興技術中積極佈局。
多年来，中国汽车行业经历了重大发展和变革。尽管新中国成立初期，由于竞争受限和文化大革命期间的政治不稳定，汽车行业发展缓慢，但自1970年代末开始的中国改革开放时期以来，形势开始发生变化，尤其是在1986年至1990年中国政府的七五计划将汽车制造业列为优先事项之后。外商合资车企将外国技术和资本引入中国发挥了至关重要的作用。美国汽车公司和大众汽车是最早进入中国市场的公司之一，它们签署了在中国生产汽车的长期合同。这导致汽车零部件逐渐本土化，并加强了上汽集团、一汽集团、东风汽车集团和长安汽车等主要本土企业的实力，这些企业统称为“四天王”。
2001年中国加入世界贸易组织，进一步加速了汽车行业的增长。关税降低和竞争加剧导致汽车销量激增，2008年中国成为全球最大的汽车生产国。《中国制造2025》等战略举措和产业政策特别优先考虑电动汽车制造。
2020年代，中国大陆汽车行业经历了国内制造商的市场主导地位上升，越来越关注电动汽车技术和高级驾驶辅助系统等领域。国内市场规模、技术和供应链也促使外国汽车制造商寻求与中国制造商进一步合作。2023年，中国超越日本，成为全球最大的汽车出口国。然而，由于涉嫌大量国家补贴和境内工业产能过剩，该行业也面临着来自其他国家和贸易集团的更严格审查、更高的关税和其他限制，尤其是在电动汽车领域。

## 历史
中国第一辆汽车是1902年袁世凯从香港购买的，并赠送给慈禧太后。后来它被放在颐和园博物馆展出。20世纪初，西方主要汽车制造商，如福特汽車公司、通用汽车公司，和梅赛德斯·奔驰在上海设有工厂。
然而，日军侵华阻碍了中国汽车工业的发展，长安汽车的前身在上海遭受轰炸和袭击后从上海迁至重庆。1949年中华人民共和国成立后，20世纪50年代，在苏联的帮助下，中国建立了真正意义上的汽车厂并获得了汽车设计许可，标志着中国汽车行业的起步。然而，在中华人民共和国成立后的前30年里，中国汽车工业的年产量不超过10万至20万辆。
1992年，中国汽车年产量首次突破100万辆。到2000年，中国汽车产量已超过200万辆。2001年中国加入世界贸易组织后，汽车市场发展进一步加速，2002年至2007年，全国汽车市场年均增长21%，保有量超过100万辆。2009年，中国生产汽车1379万辆，其中轿车800万辆，商用车341万辆，超过美国成为世界第一大汽车生产国。2010年，产销均突破1800万辆，轿车交付量达1376万辆，均创历史新高。2017年，中国汽车产量达到2887.9万辆，占全球汽车产量的30.19%。2023年上半年，中国以汽车出口234万辆超越日本，成为全球最大汽车出口国，此时，日本出口汽车202万辆。
迄今为止，中国无论是汽车销量还是保有量都将成为全球最大的市场。（p. 105）

### 中華民國（大陸時期）
1930年代初，当时中国汽车保有量在万辆左右，均为外国品牌。在张学良支持下，位于沈阳的辽宁迫击炮厂（时称奉天迫击炮厂）仿美国瑞雪牌货车，于1931年6月制造出75型货车，取名“民生牌”。数月后，即爆发九一八事变，辽宁迫击炮厂被日军侵占。1934年，伪满洲国政府在辽宁迫击炮厂基础上，引入日本同和自动车工业株式会社（翻译为中文即日本同和汽车股份公司），进行汽车组装和维修。1938年，已能年产4100辆轿车和卡车。此后，新京（今长春市）、哈尔滨两地设立卡车工厂。同时，日本在满洲国地区的私营汽车工厂年产量亦有1800辆。而在中华民国政府控制下的山西和湖南两地，分别于1933年1936年试制出数辆货车。但随着抗日战争全面爆发，中国时局动荡不安。至1949年国府迁台为止，中国始终未能建立起自己的汽车工业体系。

### 中華人民共和國早期

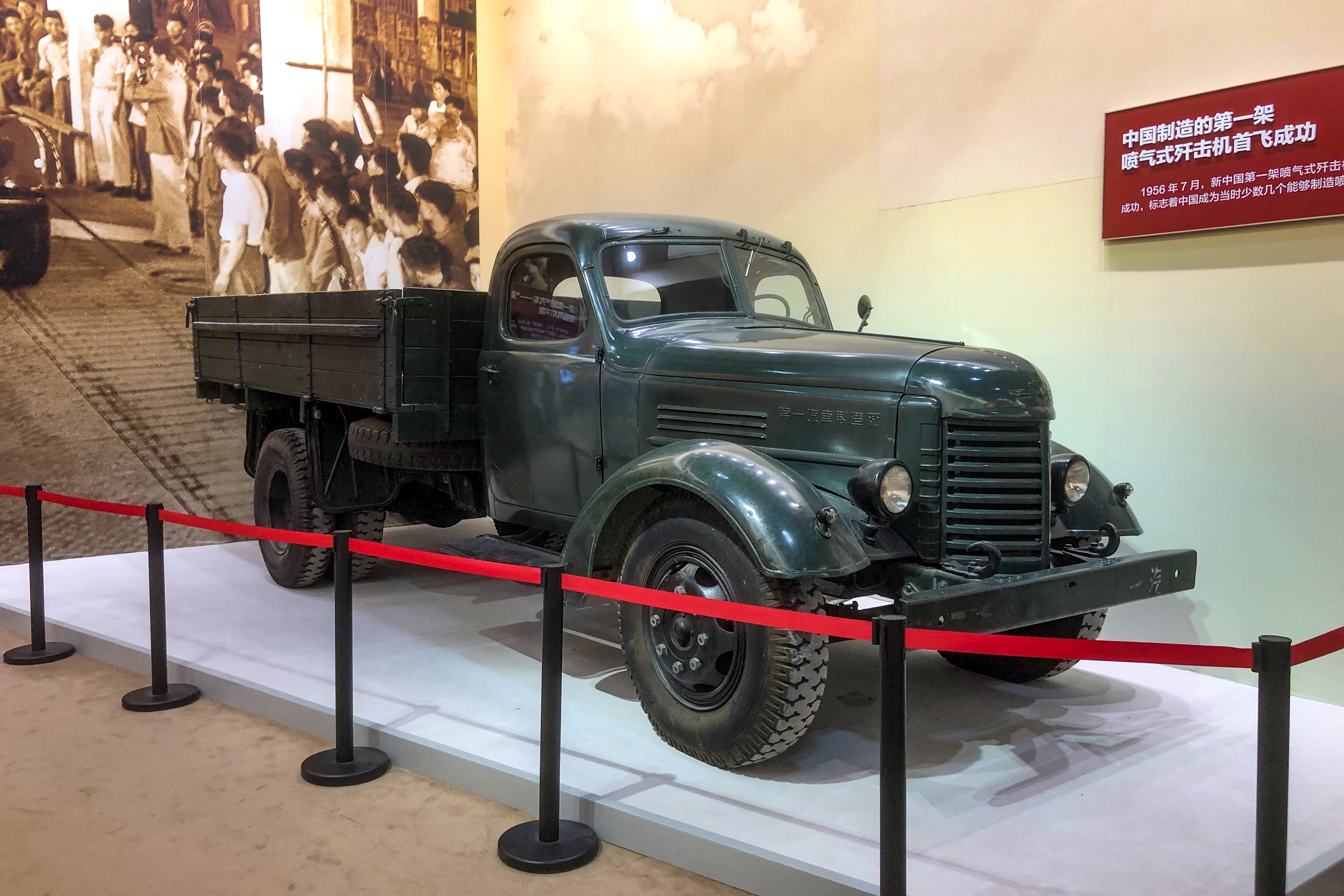
解放牌汽车，中国第一辆量产汽车，由第一汽车制造厂于1956年制造

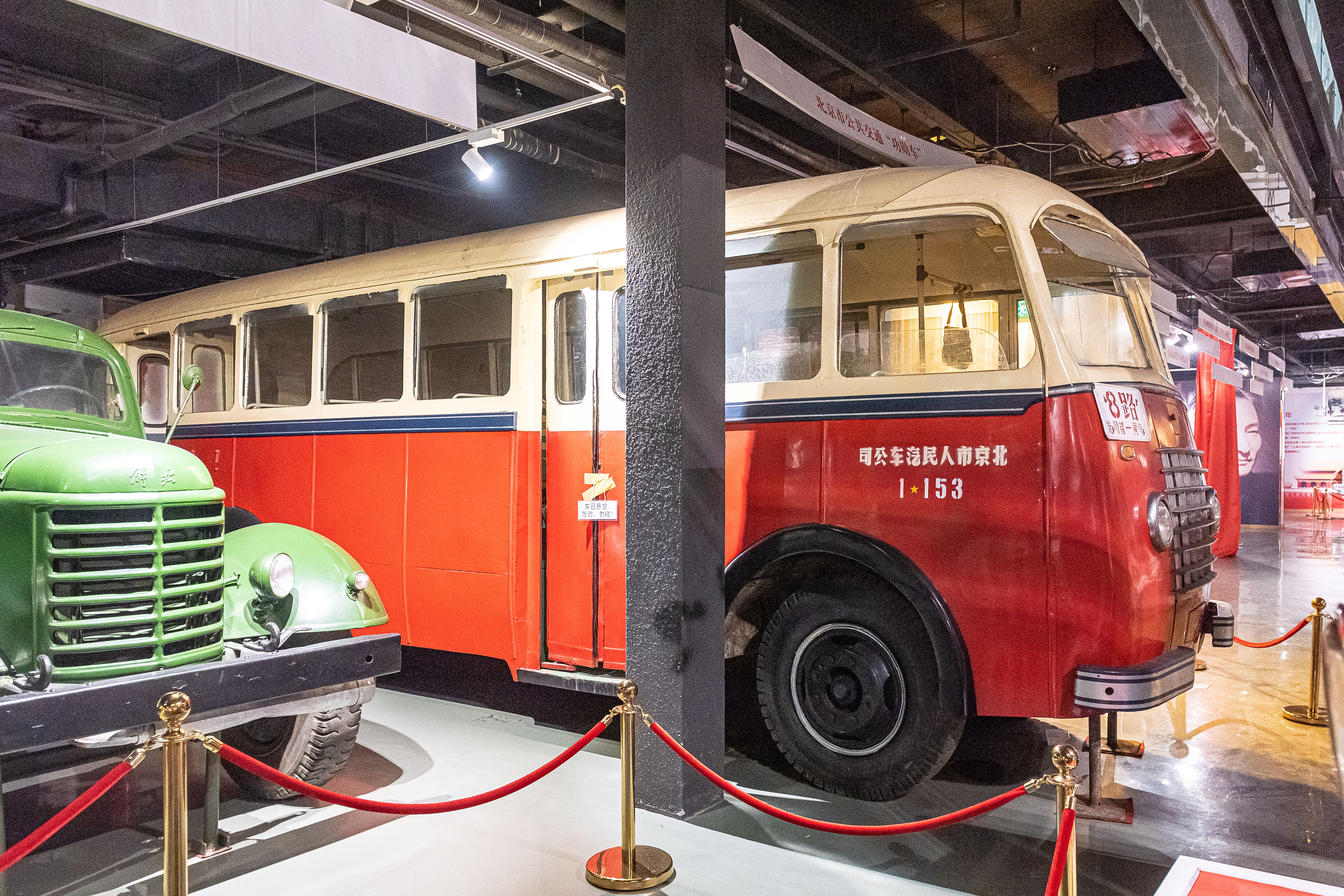
1957年研制成功的BK640型客车

1949年，中华人民共和国成立后，在苏联的援助下，中华人民共和国政府开始建立自己的汽车产业。1953年开工建设的中国第一汽车制造厂（简称中国一汽，位于吉林省长春市），即是从苏联引进的156项重点工程之一。1956年7月13日，第一辆解放牌汽车完成组装，实现量产。1958年，研制成功东风和红旗轿车。中国一汽也因此被视为中国汽车工业的肇始。1958年，全国各地开始兴建汽车制造厂，至1960年共有16家，而维修改装车厂由16家发展为28家。但同时，中国的汽车工业在初期就形成了“缺重少轻”的结构特点。中国国产的第一款重型汽车于1960年由济南汽车制造厂根据斯柯达706RT仿制而成。

### 改革開放

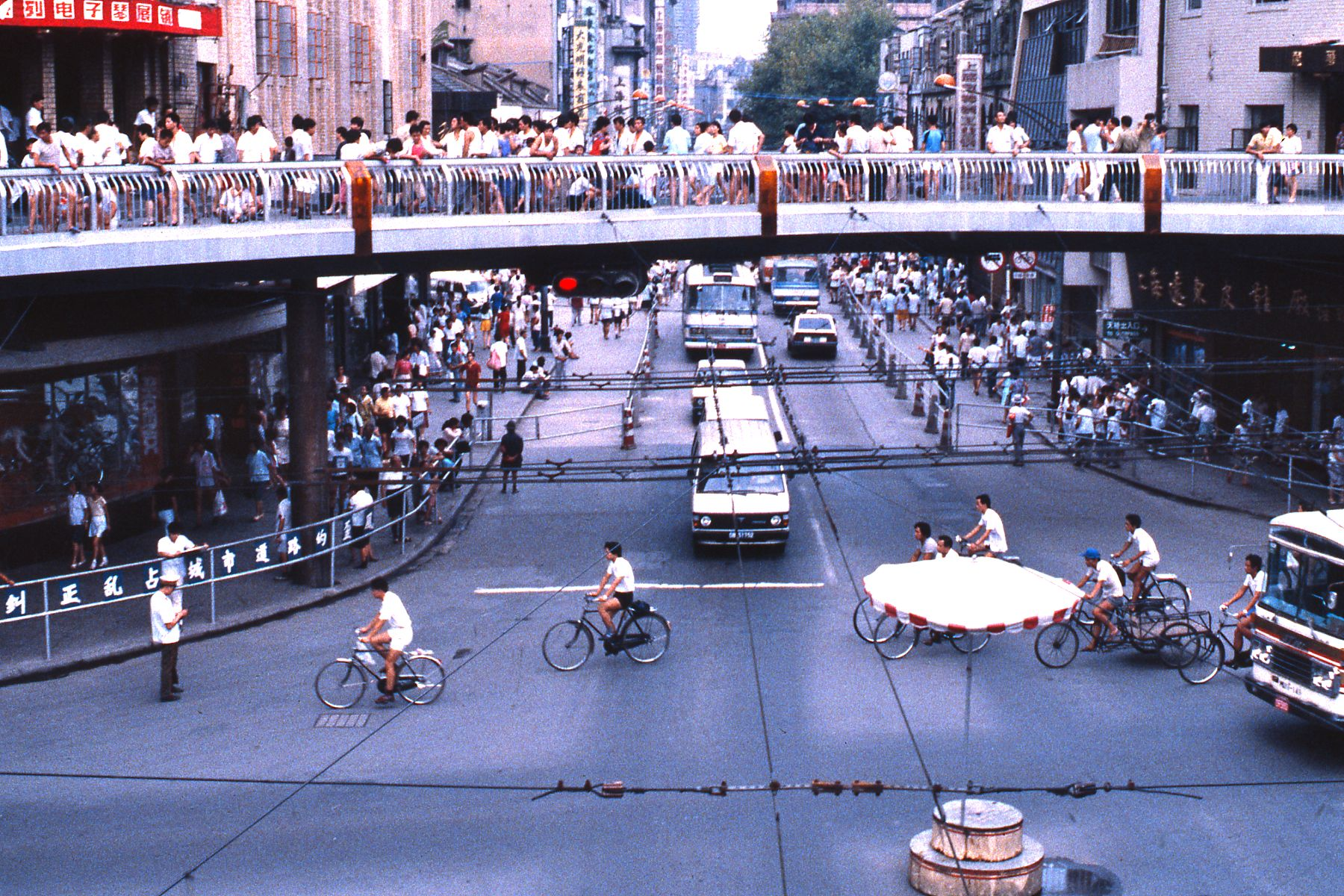
1987年中国的一个街道交叉口，主要以自行车和非私人机动车（公交车和出租车）为主

中华人民共和国成立后的前三十年，乘用车行业只占汽车产量的一小部分。截至1985年，全国汽车产量仅为5,200辆。汽车几乎全部由“单位”购买（尽管有孙桂英的故事，但当时单位私家车几乎不为人知）。

#### 进口汽车的冲击
由于国内产量非常有限，尽管对外国汽车征收了260%的进口税，进口总量仍大幅上升。1984年之前，向中国出口汽车的主要国家是苏联。1984年，日本对华汽车出口增长了七倍（从10,800辆增加到85,000辆），到1985年中期，中国已成为继美国之后日本第二大出口市场。仅1985年一年，该国就花费了约30亿美元进口了350,000多辆汽车（包括106,000辆轿车和111,000辆卡车）。特别是三家出租车公司进口了许多日本汽车，例如丰田皇冠和日产蓝鸟。
当这股消费狂潮开始导致严重的贸易逆差时，中国领导层通过调整进口和外汇政策来踩刹车。1985年3月，进口商品的关税上调，不久后又增加了一项新的“监管税”。1985年9月，几乎所有车辆进口都实行了为期两年的“暂停令”。

#### 合资车企的伊始
1979年7月，中国颁布了第一部《中外合资经营企业法》，有效地吸引和吸收了美国等发达国家的技术和资本，促进了中国对这些国家的出口，促进了中国经济的快速增长。

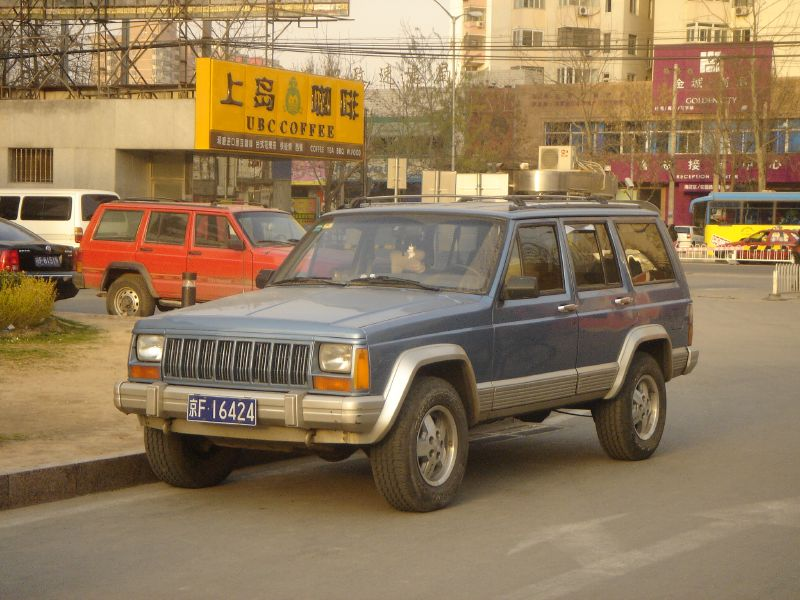
吉普切诺基，由中国第一家合资车企北京吉普生产。

在限制进口的同时，中国还试图通过加强现有的各种合资乘用车生产协议以及增加新的协议来增加本地产量。1983年，美国汽车公司（AMC，后来被克莱斯勒公司收购）与北汽集团签署了一份为期20年的合同，在北京生产吉普型汽车。次年，德国的大众与上汽集团签署了一份为期25年的合同，在上海生产乘用车，法国标致也通过合资在广州生产汽车。这些早期的合资企业并不允许中国借鉴太多的外国技术，因为组装占据了制造活动的大部分；
至二十世纪九十年代末，中国共有八家合资乘用车企业，包括上汽大众、一汽大众、北京吉普、广州标致汽车公司、东风雪铁龙、长安铃木、昌河铃木、东南汽车等。

#### 第七个五年规划和供应链本地化努力

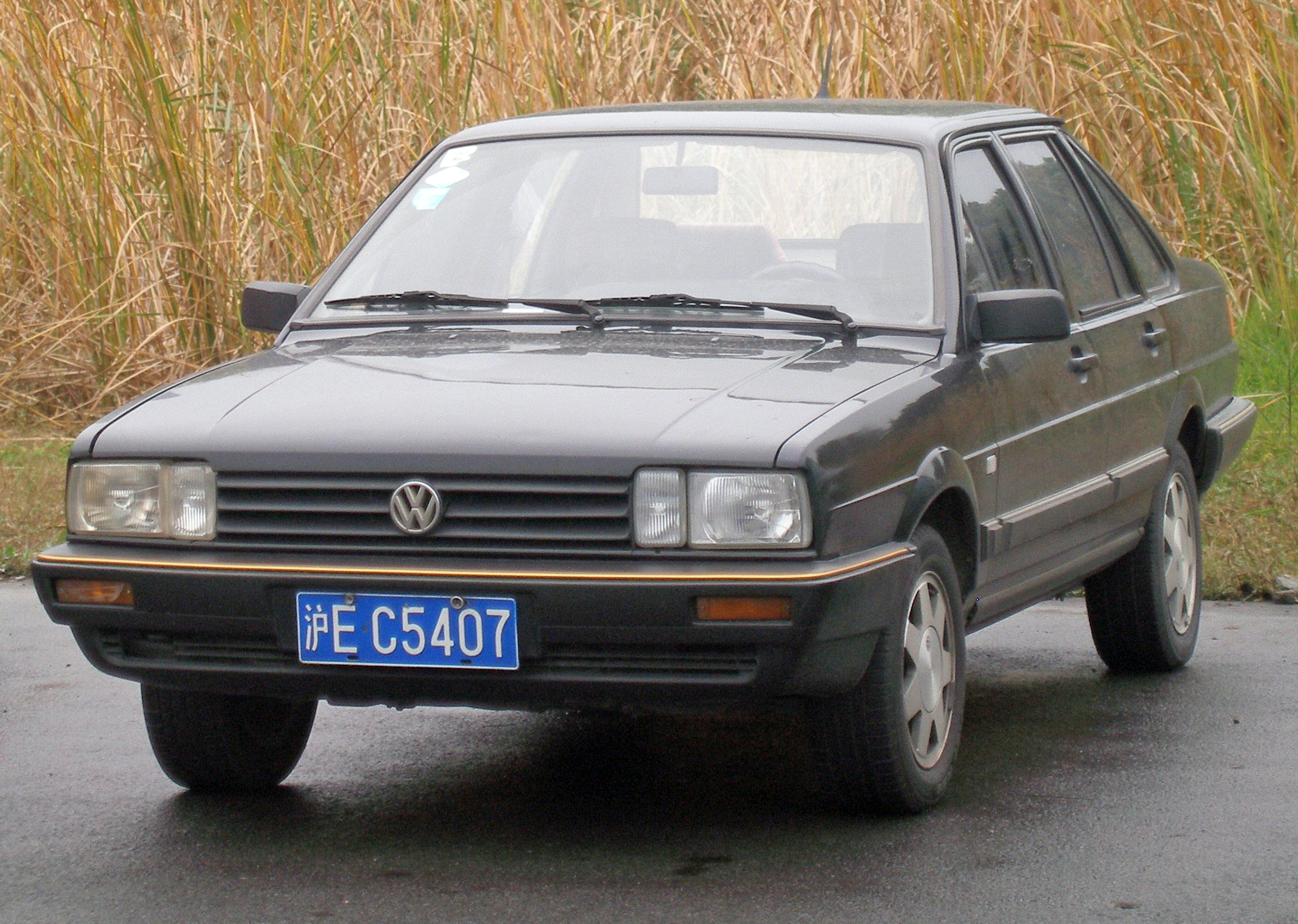
上汽大众的桑塔纳轿车曾是中国20世纪90年代至2010年代最受欢迎的家用轿车。

1986年4月，中国政府的“第七个五年计划”将汽车制造业确定为“支柱产业”。中国汽车工业逐渐摆脱手工作坊模式，采用西方先进的技术和品控管理。十余年来，中国汽车零部件国产化率大幅提升。1997年，当时中国最畅销的轿车之一——上汽大众桑塔纳的国产化率由六年前的60.09%跃升至90%以上，车身、发动机、变速箱、前后桥总成等关键零部件均实现了国产化。一汽大众奥迪100的国产化率达到93%，大众捷达国产化率达到84.02%。一汽雪铁龙富康的国产化率超过80%。整车国产化率的提升得益于产业链上企业互补能力的提升，这一时期玉柴机器的柴油机、福耀集团的汽车玻璃等开始崭露头角。
从1994年开始，有几家企业进入汽车行业，其中一些来自国防工业，如兵装集团、昌河集团、哈飞集团等；其中有一部分是由国有企业发展而来的，比如华晨汽车集团、奇瑞汽车以及长丰汽车，还有一部分是民营企业，比如比亚迪汽车、吉利汽车、长城汽车。

### 成长与扩张

#### 加入世界贸易组织

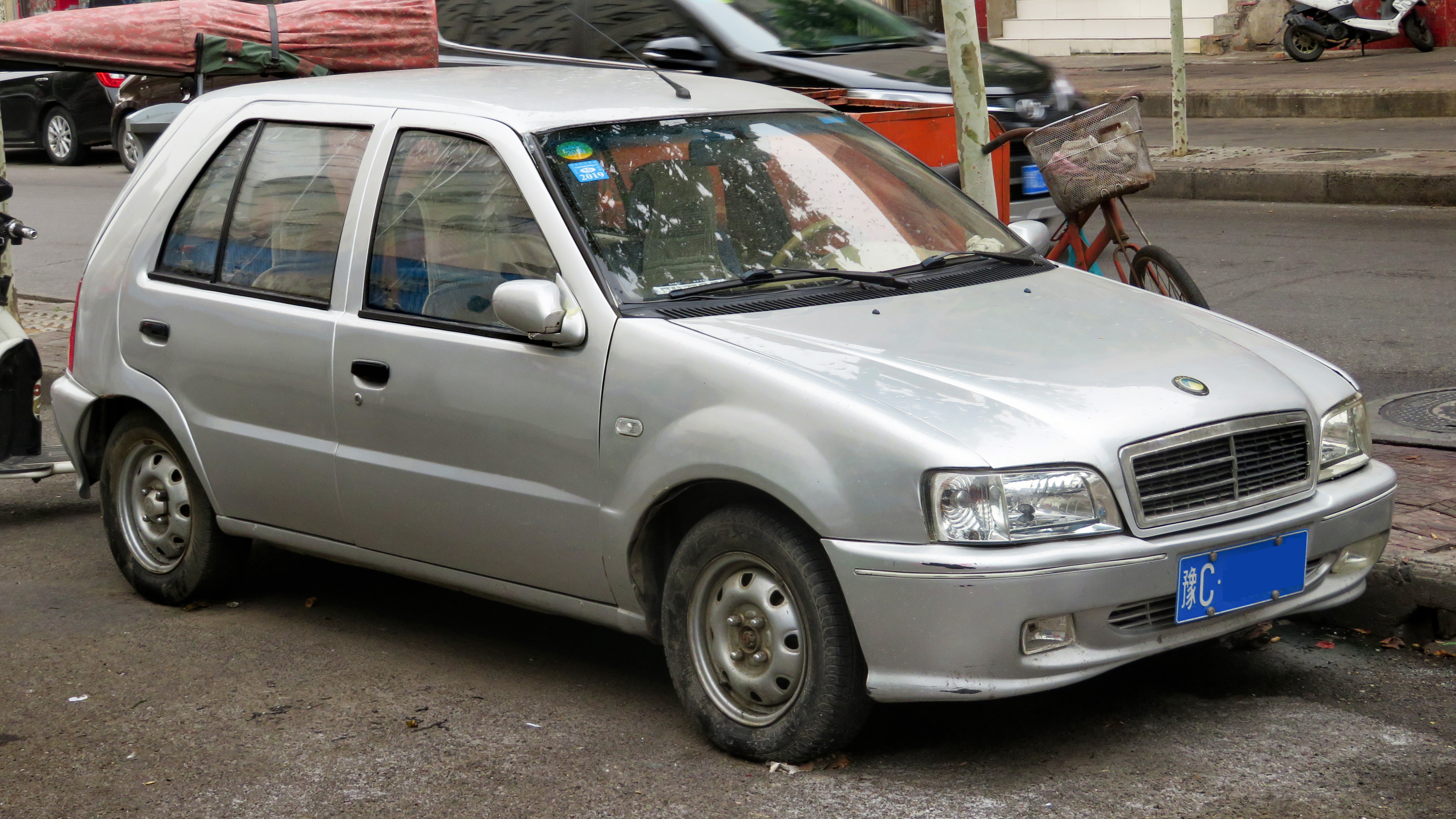
吉利豪情，中国民营汽车制造商吉利于1998年生产的第一款汽车。

中国于2001年加入世界贸易组织，标志着该国汽车行业发生了重大转变。加入世界贸易组织后，汽车关税开始大幅降低，导致进口汽车价格下降。关税的降低改变了市场。随着外国汽车公司开始将其最新车型引入中国，中国消费者能够以更具竞争力的价格购买到更多种类的汽车，从而推动了行业需求和竞争的增加。
根据WTO规定，自2006年起，中国整车进口关税由原来的30%降至28%，2010年进一步降至25%，变速器、减震器、散热器、离合器、转向装置等汽车零部件的关税由13.5%降至12.9%，最终降至10%。
随着中国加入WTO，国内外汽车品牌的竞争日益激烈，激烈的竞争导致国内汽车市场价格持续下降，年均降幅超过8%，尤其明显的是2004年降幅达13.5%。

#### 快速增长和激烈竞争

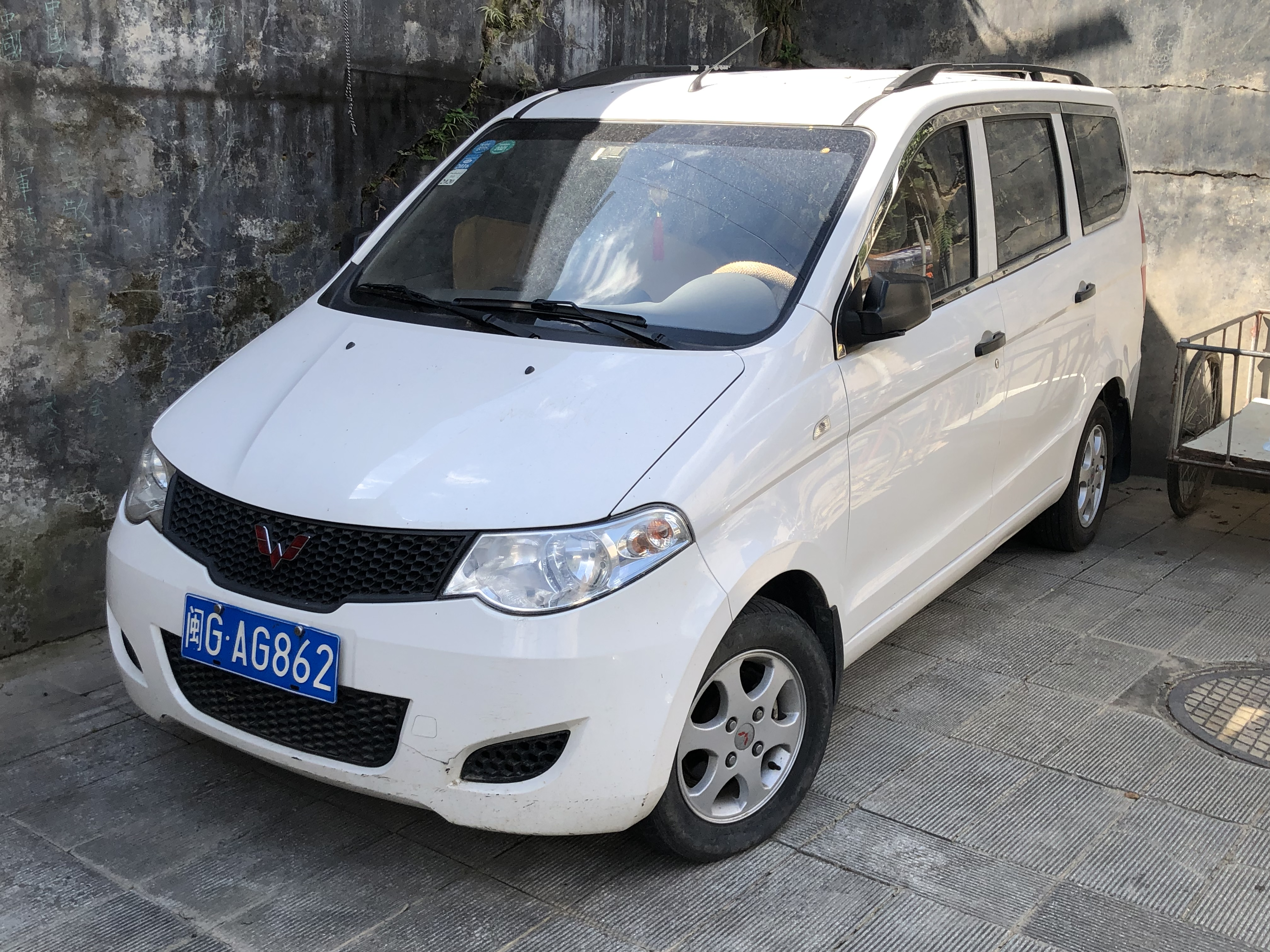
五菱是2000年至2020年间最受欢迎的小型货车品牌。五菱宏光在2014年在中国市场创下了75万辆的年销量纪录。

2000年以后，中国汽车市场经历了显著的增长。这一增长与中国经济发展和中产阶级的崛起密切相关。越来越多的中国家庭买得起汽车，导致销量激增。中国汽车产量从2000年的200万辆增长到2017年的2900万辆。在此期间，其全球市场份额从3%上升到30%。截至2017年，中国汽车保有量达3.003亿辆。
2007年1月，中国超过日本，成为继美国之后的世界第二大汽车市场，汽车购买量增长了37％。2006年中国汽车销量估计为720万辆。2007年—2008年環球金融危機爆发后，中国政府出台了多项政策刺激汽车购买。其中包括汽车报废计划和小型车销售税减免，导致排量小于1.6升的汽车需求激增。由于这些刺激措施，2009年和2010年的增长尤为强劲，汽车产量和销量在此期间翻了一番。报废计划和销售税折扣均于2010年底结束。 2010年，中国汽车业成为世界第一大汽车业，超过美国。2009年，中国汽车销量同比增长59%，超过美国，国内汽车销量达1360万辆，而美国仅售出1000多万辆。此时，中国拥有机动车驾驶证的人数已接近2亿，约占全国13亿人口的15%。

随着中国汽车产量的快速增长，中国已成为全球汽车品牌最丰富的国家，中国汽车市场的竞争也显着增强。然而，与国内市场相比，出口市场仍然相对较小。2008年，汽车出口约占中国汽车产量的7%，由于全球金融危机，2009年降至约3%。2010年的主要出口目的地包括阿尔及利亚、越南、俄罗斯、伊朗和智利。当时大多数汽车出口都流向发展中和新兴经济体。

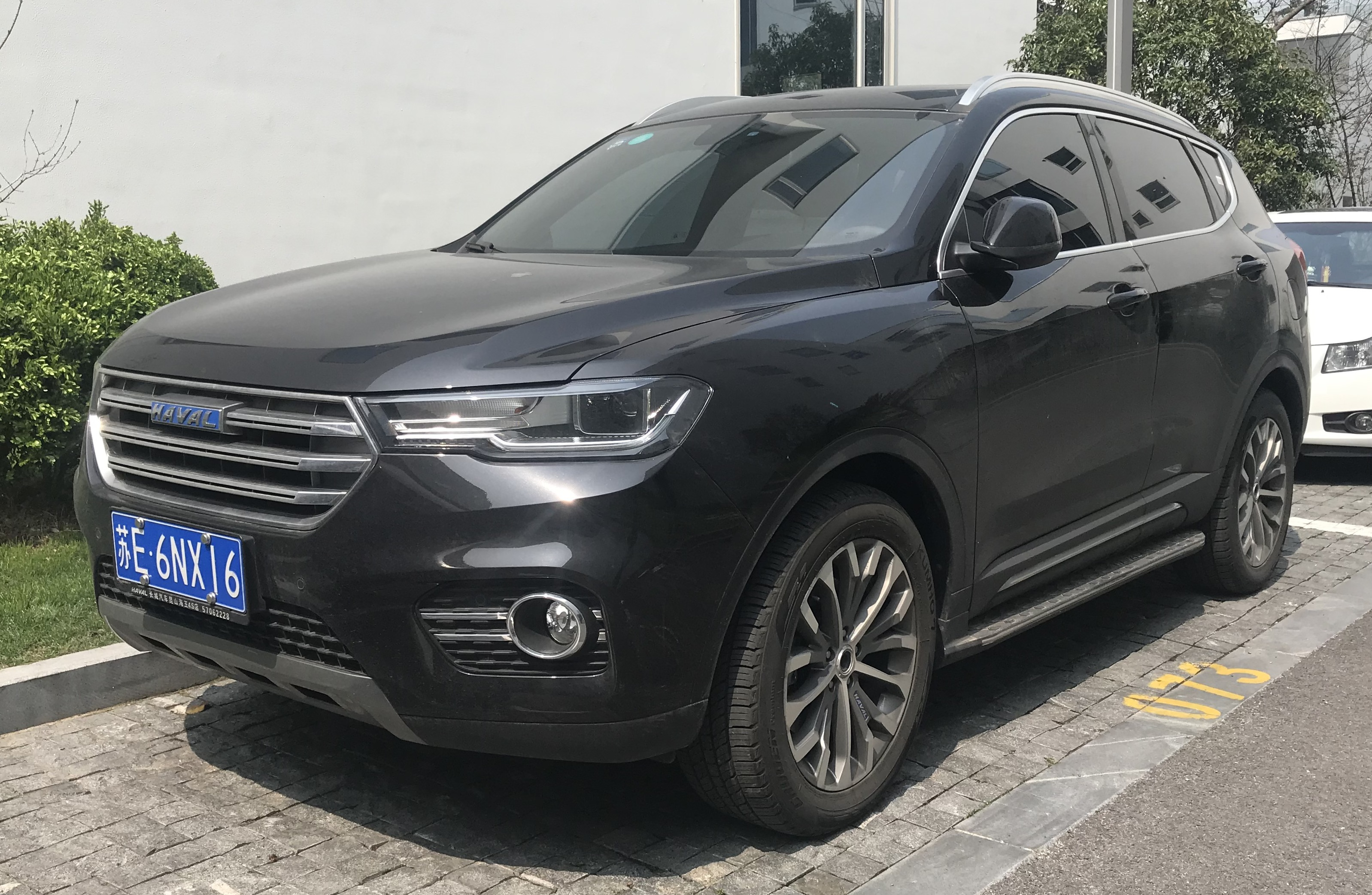
哈弗H6，连续100个月最为畅销的SUV，依然保持中国市场单月8万辆的最高销量纪录。

除了主流合资品牌占据中高端市场外，中国本土国有和私营中小型汽车公司也占据了相当大的份额。然而，尽管中国政府的政策要求外国汽车制造商建立本土合资企业，但中国汽车制造商在这一时期仍难以与外国竞争对手竞争。据中国汽车工业协会称，本土汽车品牌的市场份额下降，从2010年的30.9%下降到2012年7月底的26.8%。专家将这种不成功归因于合资企业未能有效转让技术诀窍。中国前机械工业部长何光远将汽车制造合资企业比作“鸦片”，批评中国企业依赖对外国汽车进行最小改动的组装，而不是从头开始开发汽车来获得技术诀窍和专利权。
为促进整合，2012年，政府吊销了年产量少于1,000辆乘用车的制造商的生产许可。2016年2月29日，工业和信息化部对连续两年未达到强制性生产考核要求的13家汽车生产企业实施关停。2018年以后，随着市场化整合加速，越来越多的小品牌进入“僵尸企业”状态，许多品牌停产停业。彼时中国汽车品牌数量从上世纪90年代初的20多个增加到2019年的84个。
2017年，中国进口汽车金额达510亿美元。2018年，中国将汽车进口关税降至15%，汽车零部件进口税降至6%，为外国汽车制造商在华市场提供更大准入。

#### 新能源汽车的發展

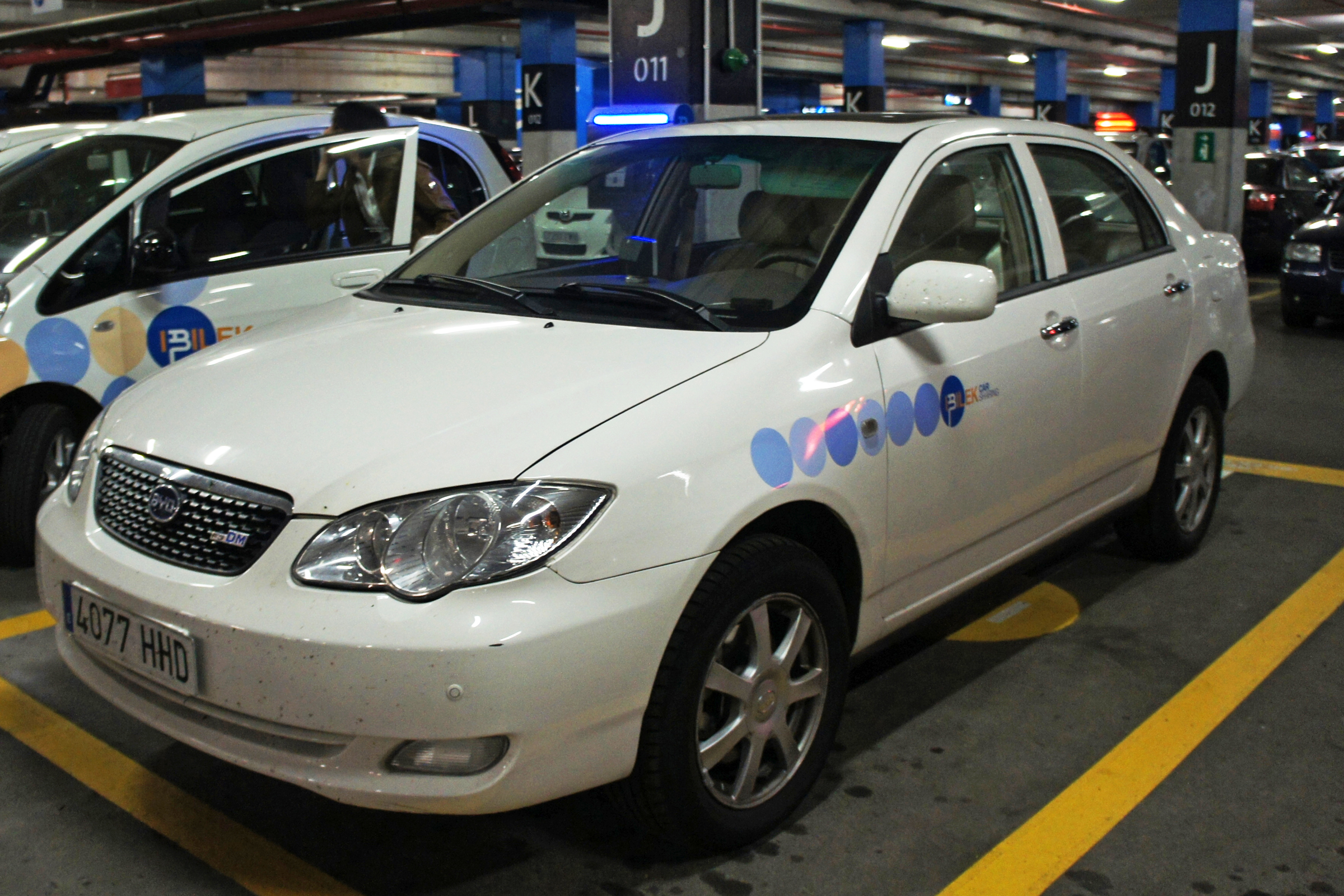
比亚迪F3DM，世界上第一款批量生产的插电式混合动力汽车

2009年，国务院发布《汽车产业调整和振兴规划》，强调“以新能源汽车为突破，加强自主创新，打造竞争新优势”。它明确概述了中国发展电动汽车的计划。这一策略在中国汽车行业里被普遍称为“弯道超车”策略。2010年，中国电动汽车销量仅为5000辆。到2015年，销量已飙升至33.1万辆。2015年，习近平政府推出了中国制造2025产业政策，优先发展电动汽车。预计到2020年电动汽车销量将达到136.7万辆，占全球市场份额的50%以上。

#### 终止合资限制
1994年至2018年，中国改革开放后，中国汽车政策规定外国汽车制造商必须与中国同行建立合资企业，才能在中国生产汽车，中方合作伙伴至少拥有合资企业50%的股份。实施这项措施是为了保护本土制造商，并为其提供弥补技术差距和发展品牌的机会。2010年代，有某汽车分析师推测，一旦国内汽车行业成熟，中国将取消对合资企业所有权的限制。
2017年，中国政府宣布取消汽车行业所有权限制，允许外国汽车公司在中国拥有多数或全部股权。2018年4月17日，国家发展和改革委员会宣布将在五年内逐步取消对汽车制造商的外资持股限制。
中国政府的目标是向外国公司和新技术开放中国市场，缓解当下的贸易紧张局势，增加市场竞争。

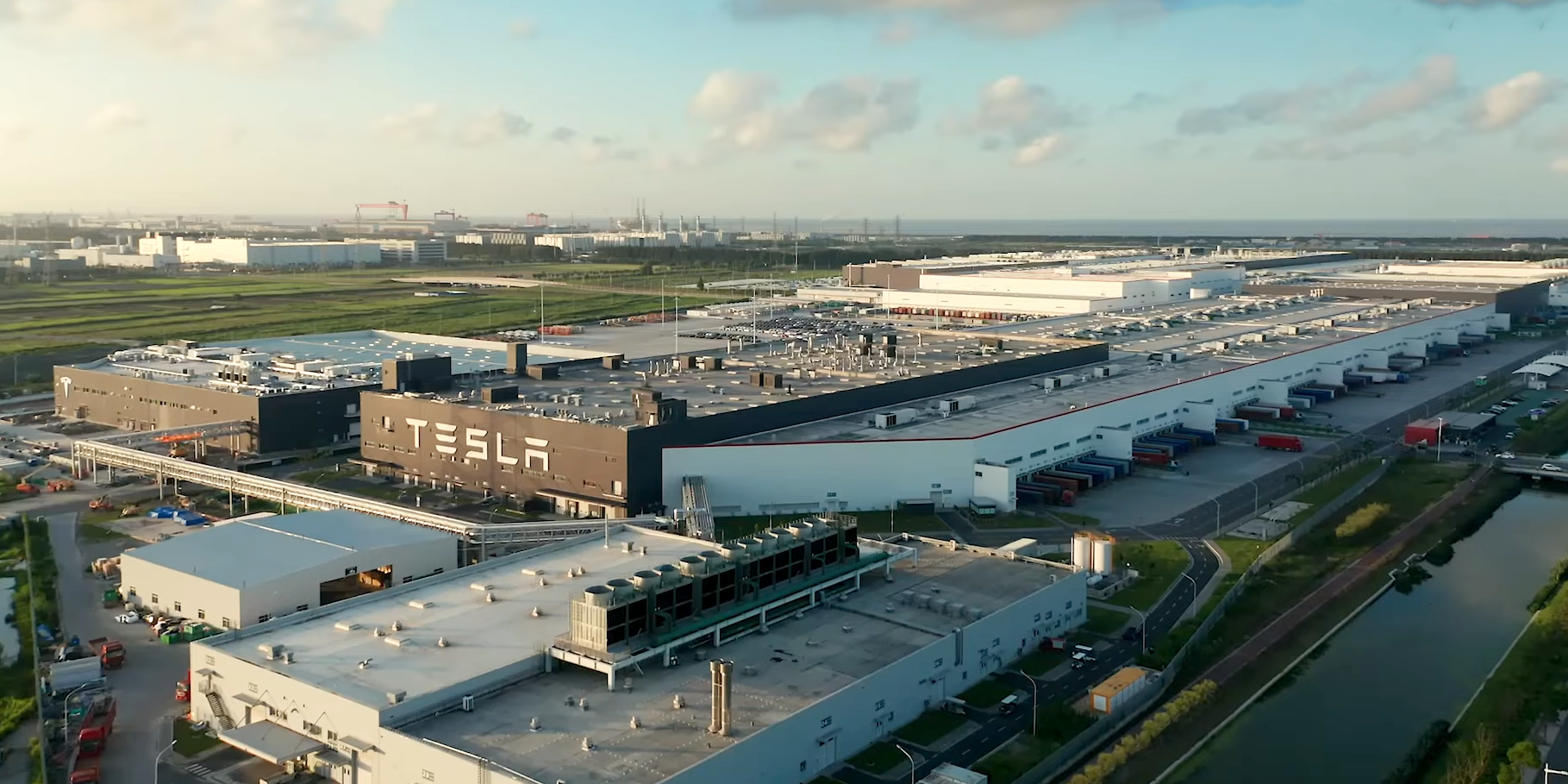
特斯拉上海超级工厂是中国首家由外国汽车制造商全资拥有的工厂

2018年7月28日，中国取消了对新能源汽车生产的外资持股比例限制，美国电动汽车制造商特斯拉公司从中受益。该公司选择在上海设立工厂，成为第一家在中国设立独资制造工厂的外国汽车制造商。随后2020年，商用车也将陆续放开。禁止外国汽车制造商在中国设立两家以上合资企业的规定也将于2022年取消。2020年12月，大众获得了其在华电动汽车合资企业江淮大众的多数控制权，控制了其75%的中国业务，并将其更名为“大众汽车（安徽）有限公司”。2021年，沃尔沃汽车完全控制了其中国制造和销售子公司。2022年，宝马从华晨汽车集团取得其中国合资企业华晨宝马的最大控制权，持股比例达到75%。

### 成熟和全球优势
2020年以来，中国汽车行业进入本土厂商技术成熟与进步的阶段，本土厂商在国内市场的占有率显著提升，不少外资品牌也纷纷寻求与中国车企合作，借力中国厂商的技术优势与供应链优势。

#### 本土制造商的份额不断增加
根据中国乘用车协会的数据，2020年上半年，中国汽车市场本土品牌的市场份额略高于30%，德系和日系品牌当时的市场份额分别为30%和25%左右。两年后的2022年10月，本土汽车品牌在中国的市场份额达到51.53%，这是历史上本土汽车品牌在中国的月度份额首次超过50%。相比之下，外资品牌的主导地位正在迅速下降。2022年10月，德系品牌的份额降至19.25%，日系品牌的份额降至18.94%。2023年全年，本土品牌的市场份额一直保持在50%左右。这些变化的原因是新能源汽车的迅速普及，以及外资品牌未能跟上这一转变。2024年，外资汽车品牌市场份额跌至37%的历史低位。

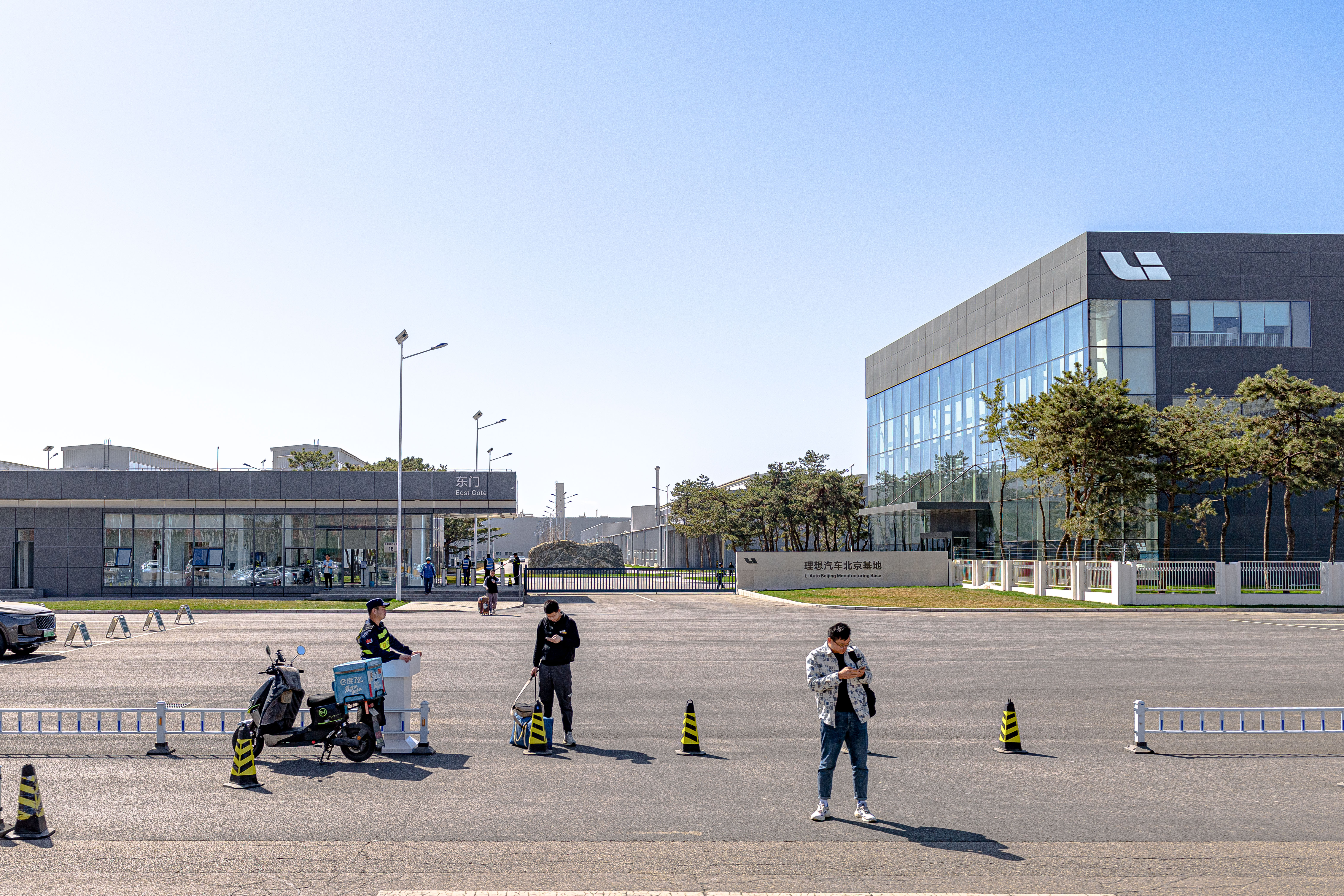
北京理想汽车制造厂。该公司从销量不断下滑的北京现代手中接管了该工厂。

由于这些市场动态，一些在传统燃油汽车时代就已经面临挑战的合资企业进一步处于不利地位。2023年5月，长安汽车董事长朱华荣预测，“未来2-3年，保守估计有60%-70%的品牌将面临关闭和转让。”2018年至2023年间，八家合资制造商选择退出中国市场。其他销售额大幅下降的合资企业正在通过关闭和出售未充分利用的制造工厂来缩减产能。剩余的生产能力已被其中国合资伙伴收购。
2023年8月，比亚迪董事长兼首席执行官王传福呼吁中国本土汽车制造商“团结起来”与外国制造商对抗，以应对2023年全年中国市场的严峻价格战。这一呼吁受到了蔚来汽车和理想汽车几家新势力的欢迎。

#### 价格战（2022年至今）

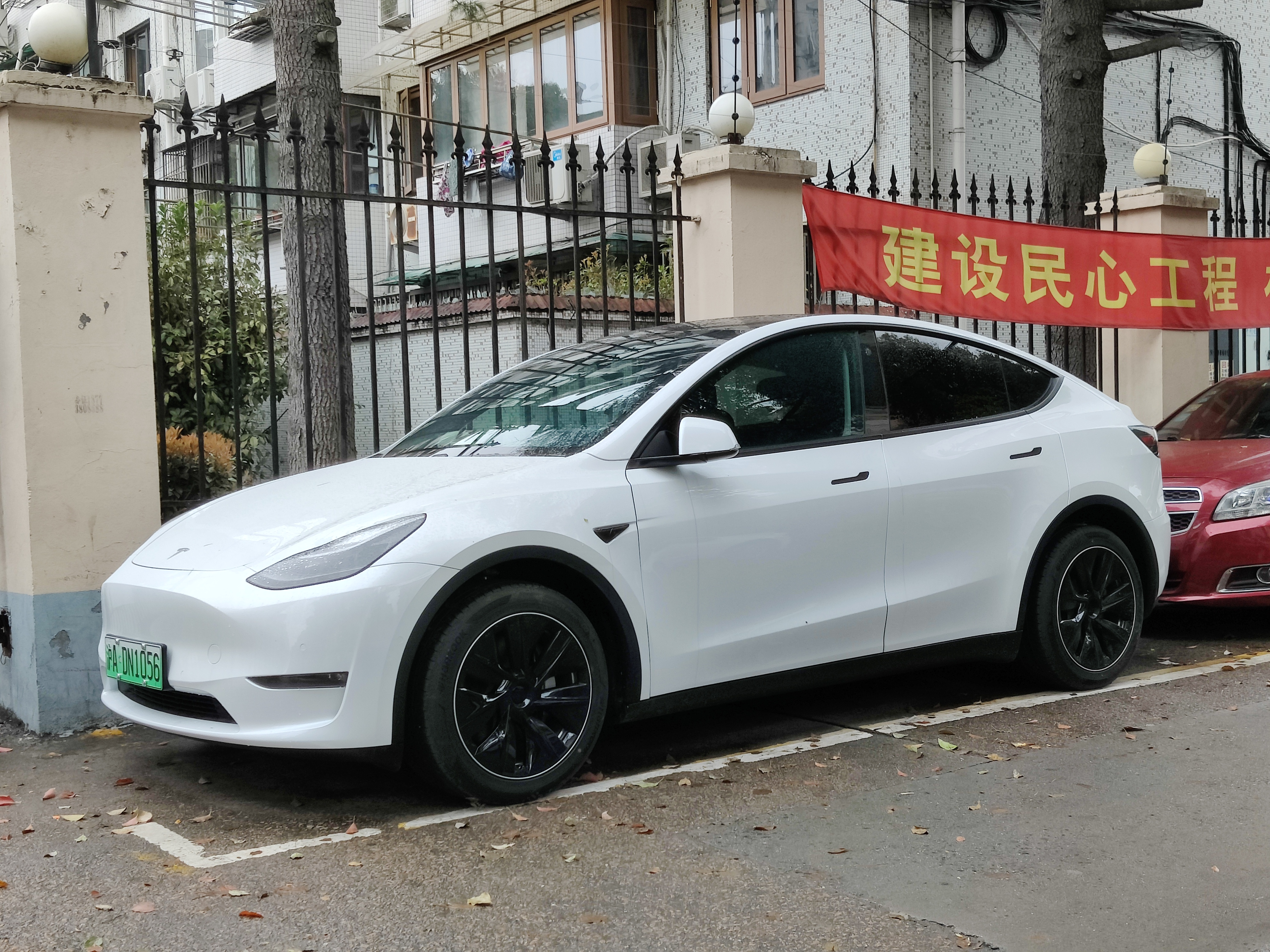
中国的特斯拉Model Y。特斯拉在2022年底对中国市场发起了价格战。

自2022年底以来，在经济放缓和产能过剩的背景下，中国汽车行业经历了一场重大的价格战，其特点是汽车制造商大幅降价以吸引客户并增加市场份额。特斯拉于2022年10月和2023年1月两次对中国境内生产产车型大幅降价，引发了随后的价格战，而这一局面也是由于中国汽车产业走向电动化，燃油车产能过剩所致。2023年中国轻型车产能为4870万辆，产能利用率为59%。据路透社报道，到2023年，中国内燃机和电动汽车领域有40多家汽车制造商效仿，以保持其市场地位。各大品牌采取极端措施，提供大幅折扣和其他激励措施，同时迫使汽车供应商降低成本。竞争环境也导致人们更加关注汽车的创新和增值功能。然而，分析师、记者和业内高管担心此举将对中国汽车行业的整体健康和稳定产生长期影响。
2023年中，彭博新闻社报道称，除比亚迪和长安外，中国大部分顶级汽车制造商的利润都因价格战而下滑，跌至2020年新冠疫情爆发以来的最低水平。专注于电动汽车的比亚迪成为了一个例外，因为它在此期间实现了创纪录的利润和交付量，巩固了其在市场的主要参与者地位。市场的动态也推动中国汽车制造商的份额达到历史最高水平，占据略高于50％的市场份额。然而，中国的市场动态现状也导致产能过剩，尤其是电动汽车产能过剩，这促使中国汽车制造商增加出口并扩大海外销售。

销量和利润的下滑也波及到外资合资品牌。 2023年3月，上汽大众将其ID.3电动汽车的价格降低了18%。丰田汽车对广汽丰田实施裁员，裁员约1,000人。此外，现代汽车出售了两家工厂，三菱汽车则在当年彻底退出了市场。本田、大众、沃尔沃汽车、特斯拉中国和悦达起亚也进行了裁员。
中国政府试图通过各种措施减轻价格战带来的负面影响，比如对电动汽车购买提供补贴以及推动农村地区采用新能源汽车的举措。2023年7月，包括特斯拉在内的16家制造商在中国汽车工业协会的推动下签署了一项协议，以避免“异常定价”行为并防止价格战。但仅仅两天后，中汽协又以担心违反《反垄断法》为由，撤销了“异常定价”条款。这一举措迅速结束了短暂的“和平”，并引发了又一轮降价潮。

#### “反向”合资

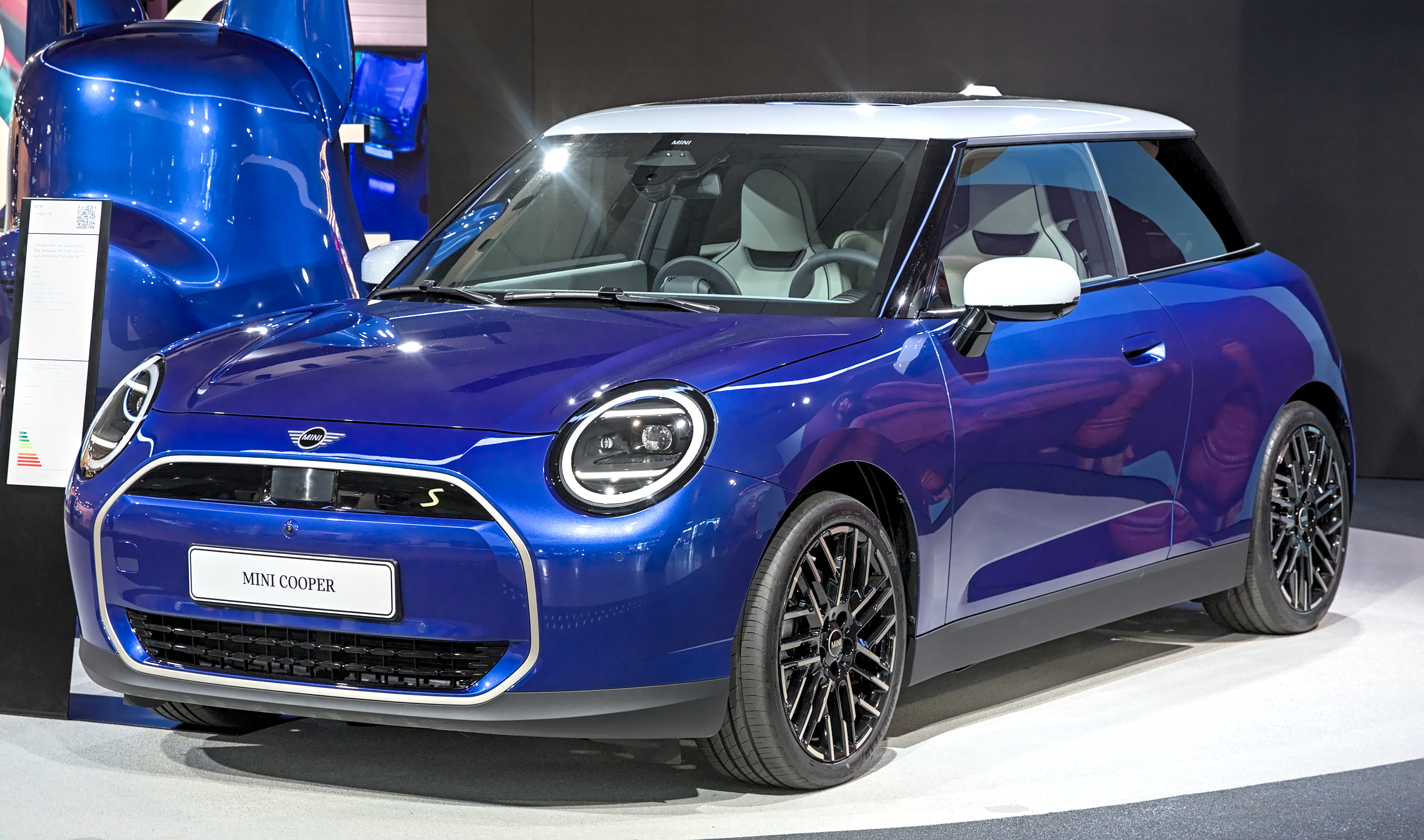
Mini Cooper SE，由长城汽车与宝马的合资企业光束汽车开发和生产。

2020年代，外国车企制造商开始向中国同行寻求技术援助，并通过合资企业或其他形式的合作在中国进行投资，包括雷诺-日产、大众、宝马、梅赛德斯-奔驰、丰田、Stellantis和捷豹路虎流浪者。

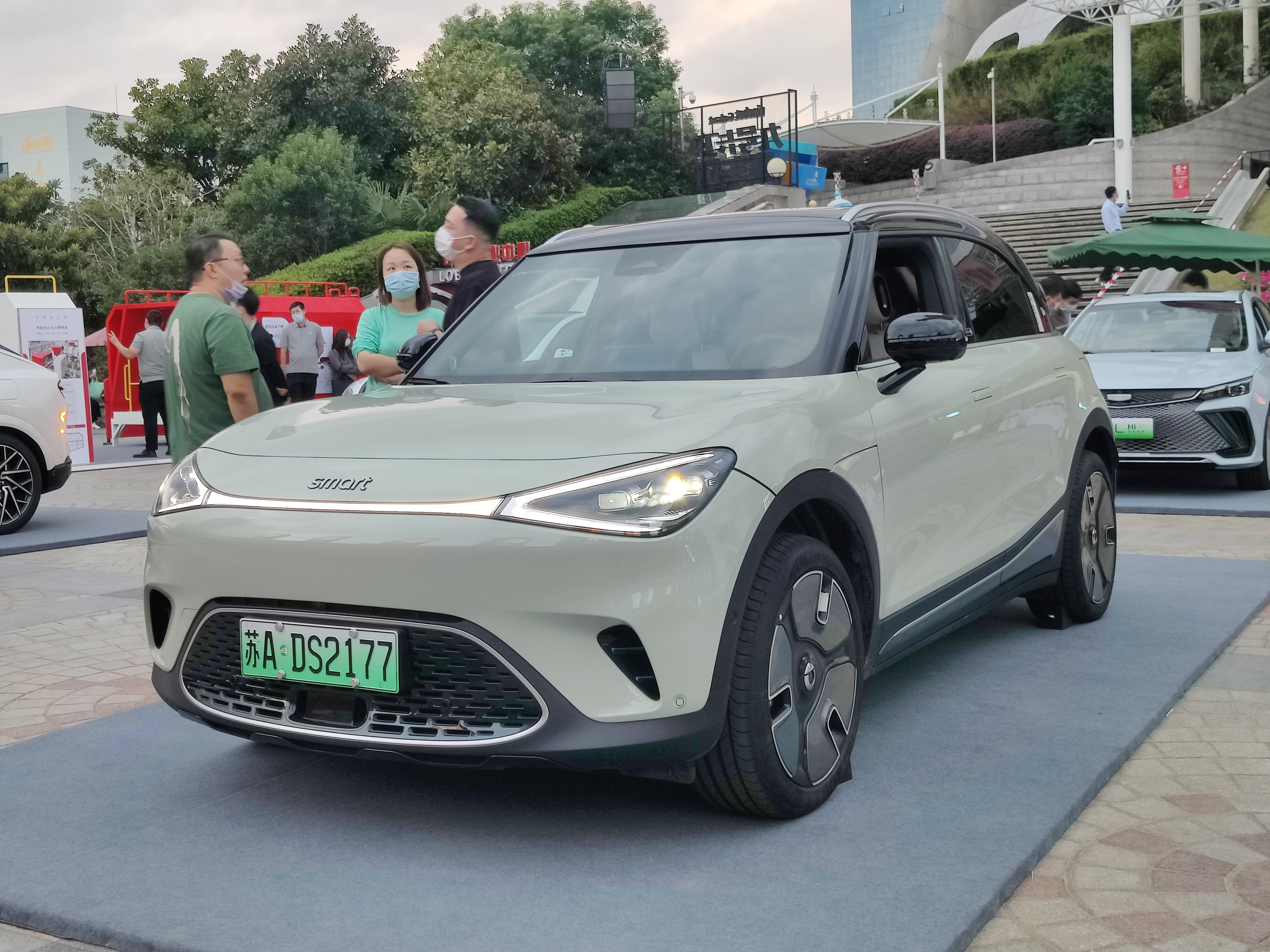
Smart #1，由吉利与梅赛德斯-奔驰的合资企业打造。它基于吉利的电动汽车技术开发。

- 2017年，雷诺-日产与东风成立了合资企业eGT新能源汽车，生产A级电动汽车。[99]
- 2019年，梅赛德斯-奔驰宣布与中国汽车制造商吉利成立合资企业。[100]吉利收购了Smart 50% 的股份，以基于吉利的浩瀚架构生产电动汽车。[101]
- 2019年7月，雷诺集团宣布注资10亿元人民币，收购江铃汽车集团旗下电动汽车子公司江铃新能源汽车50%的股权。[102]
- 2020 年，宝马和长城汽车投资51亿元人民币，成立50-50合资企业光束汽车，生产Mini 电动汽车。[103]
- 2020年，丰田汽车宣布与中国制造商比亚迪成立合资企业。该合资企业旨在为丰田电动汽车开发提供技术帮助，并为丰田电动汽车提供电池、电动机和电子控制单元。[104][需要較佳来源]丰田首款电动轿车丰田bZ3是在比亚迪的技术支援下打造的。
- 2023年7月，奥迪和上汽集团宣布合作开发电动汽车。上汽集团旗下的高端智能汽车品牌智己汽车的电动汽车平台将被引入奥迪的电动车型。[105]
- 2023年7月，大众汽车集团宣布向中国造车新势力小鹏汽车投资7亿美元，收购其4.99%的股份。大众汽车将与小鹏汽车合作，于2026年为中国市场的中型汽车市场开发两款大众品牌电动车型。[106][107]
- 2023年8月，吉利和雷诺成立了一家名为Horse Powertrain的合资企业，每家实体各持有50%的股份，为雷诺、日产和三菱汽车开发内燃机和混合动力系统。该合资企业于2024年5月投入运营。[108]
- 2023年9月，福特和长安宣布成立新的合资企业长安福特新能源汽车，生产和销售基于长安电动汽车技术的福特汽车。长安持有该公司70%的股份，福特持有30%的股份。[109][110]
- 2023年10月，Stellantis宣布以15亿欧元投资零跑汽车，取得零跑汽车20%的股份，为其提供电动汽车生产技术支持。[111]
- 2024年4月，丰田推出了与广汽集团和广汽丰田联合开发的bZ3X。[112]
- 2024年6月，捷豹路虎和奇瑞签署意向书，创建一个名为Freelander的电动汽车品牌，该品牌将基于Exeed的电动汽车平台。[113]
- 2024年10月，前身为双龙汽车的KG Mobility与奇瑞签署协议，共同开发面向全球市场的电动汽车。KG Mobility将获得奇瑞开发的T2X平台。[114]

#### 中国科技公司的参与

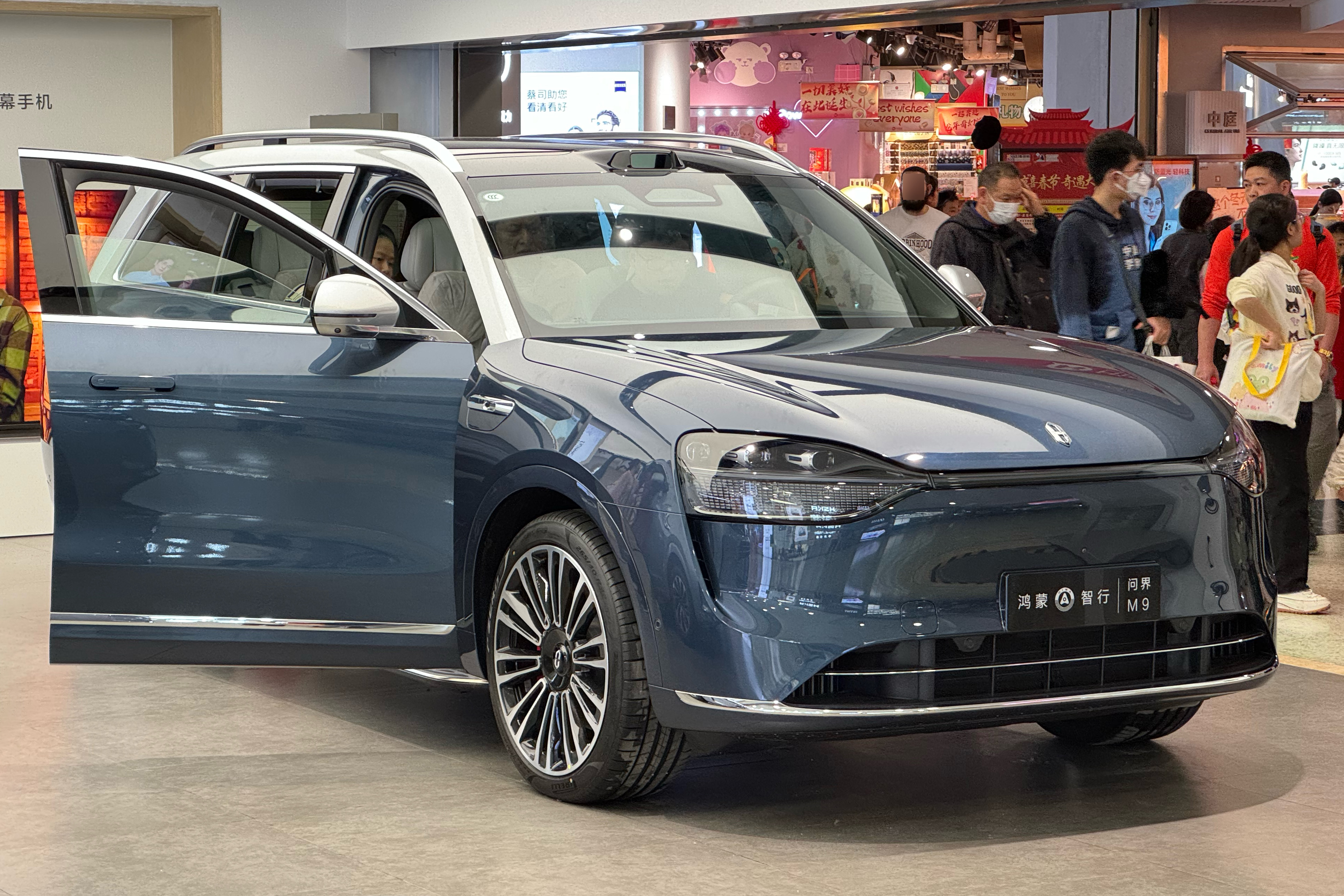
问界M9由华为的硬件和软件解决方案设计和供应，并通过华为/鸿蒙智行展厅销售。

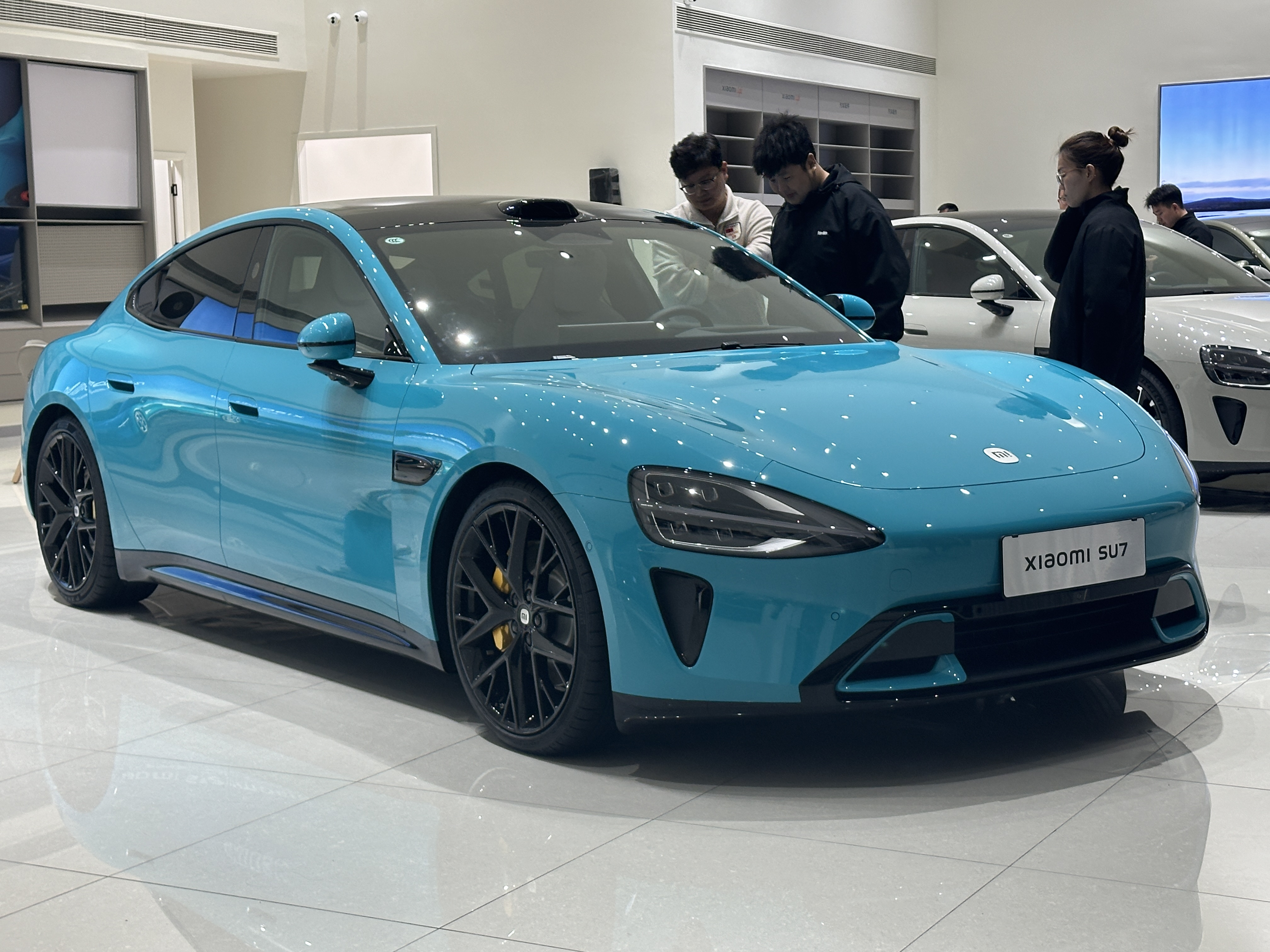
小米SU7

2020年代以来，华为、百度、大疆等中国科技企业纷纷进军汽车领域，华为智能汽车解决方案已形成标准化零部件供应模式、“Huawei Inside”（HI）模式、智选车三种商业模式。百度和大疆都向汽车制造商提供自动驾驶系统和硬件。奇虎360则投资了造车新势力合众汽车。吉利与百度合作成立合资品牌（但后来“暴雷”），并收购中国智能手机公司魅族，为其Polestar和Lynk & Co品牌提供汽车OS和AR系统。小米和创维是仅有两家直接参与汽车设计、开发和制造的中国科技公司，并在北京、南京设有工厂。

## 供应链
在电动汽车生产方面，中国比其他国家具有显著优势。中国汽车行业在电动汽车供应链中占据主导地位，2022年，全国有超过60万家电动汽车相关企业在运营。2022年，中国制造商在全球电动汽车电池市场的份额为60%。行业分析师克里斯·贝里表示，中国在电动汽车电池供应链方面比世界其他地区领先10到15年。
电动汽车电池供应链的主导地位被认为是中国电动汽车成本较低的主要因素。全球约75%的锂离子电池在中国制造，中国的电动汽车制造设施靠近这些零部件的产地。中国在炼油能力方面投入了大量资金，拥有全球一半以上的锂、钴和石墨加工和精炼能力，这些都是制造电动汽车电池的基本材料。全球70%的正极生产能力和85%的负极生产能力也在中国。
中国在电动汽车供应链方面的优势降低了物流、劳动力和土地管理方面的成本。此外，其庞大的国内电动汽车市场也带来了规模经济。与美国和欧洲等西方市场相比，中国的电动汽车制造业拥有20%的成本优势。2023年1月，法国汽车供应商Forvia的一位高管表示，中国汽车制造商生产一辆电动汽车 (EV) 的成本比欧洲汽车制造商低10,000欧元，这一压倒性的成本优势将给欧洲制造商在本土市场带来压力。与欧洲竞争对手相比，中国制造商能够以更低的成本生产电动汽车，因为其研发成本、资本支出水平和劳动力成本更低。
特斯拉进入中国市场，让中国汽车供应链受益匪浅，并给中国电动汽车行业带来了“鲶鱼效应”，迫使中国本土汽车制造商乃至当地外国合资车企从技术进步到价格承受能力都不断创新，这意味着基本与特斯拉看齐。

## 技术创新

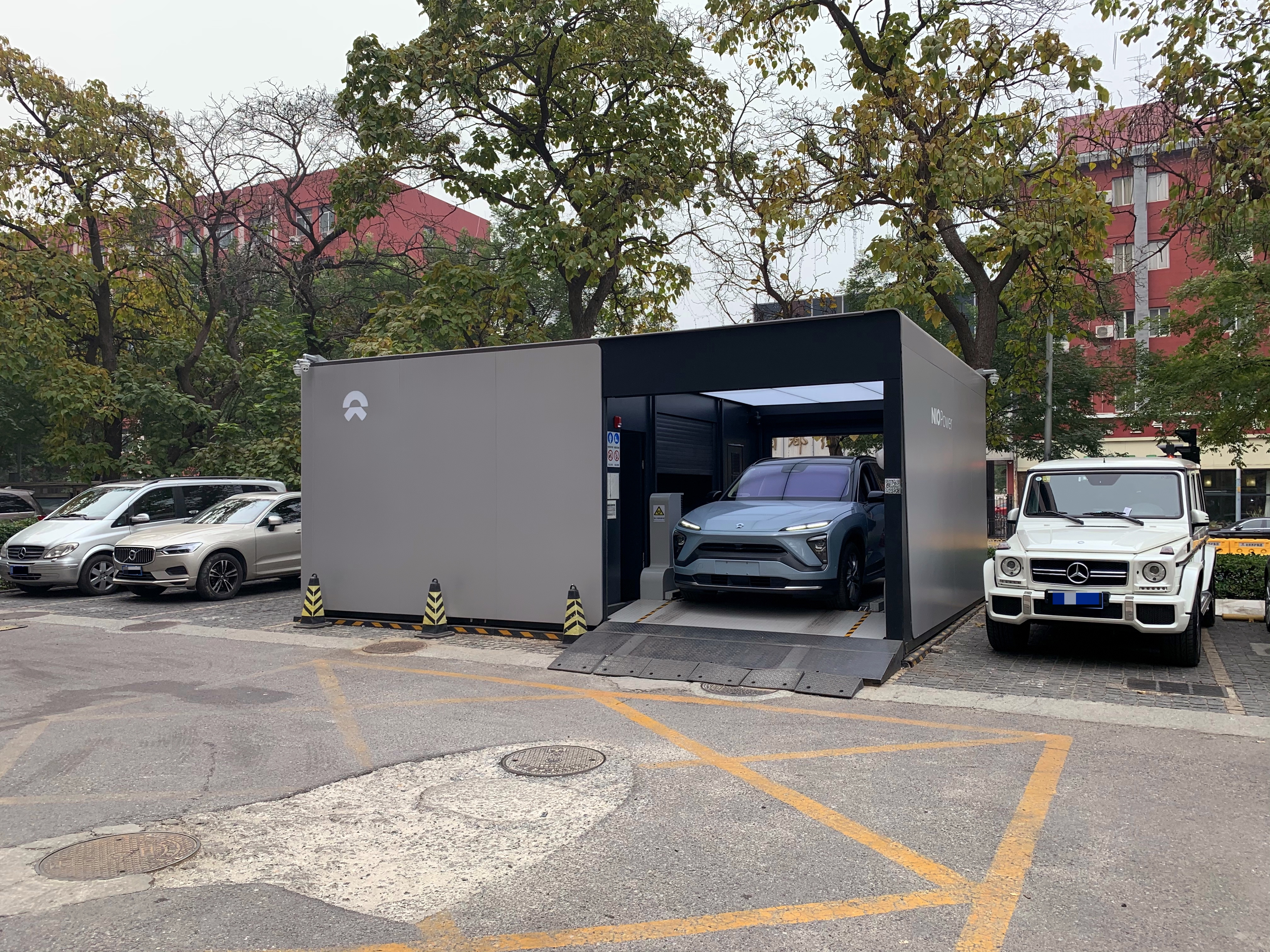
中国的蔚来汽车动力电池更换站。蔚来汽车率先推出了电池更换功能。

在中国国内市场激烈的竞争中，中国汽车制造商已经在电动汽车技术、软件、数字化、要素成本和供应链领域奠定了增强竞争力的基础。中国本土品牌凭借在电动和智能汽车领域的早期进入优势，在高级辅助驾驶系统的研发和实施方面处于市场领先地位。
据投资银行高盛称，中国新建的汽车厂是全球同类工厂中机器人化程度最高的。

## 销售和售后服务

### 经销商

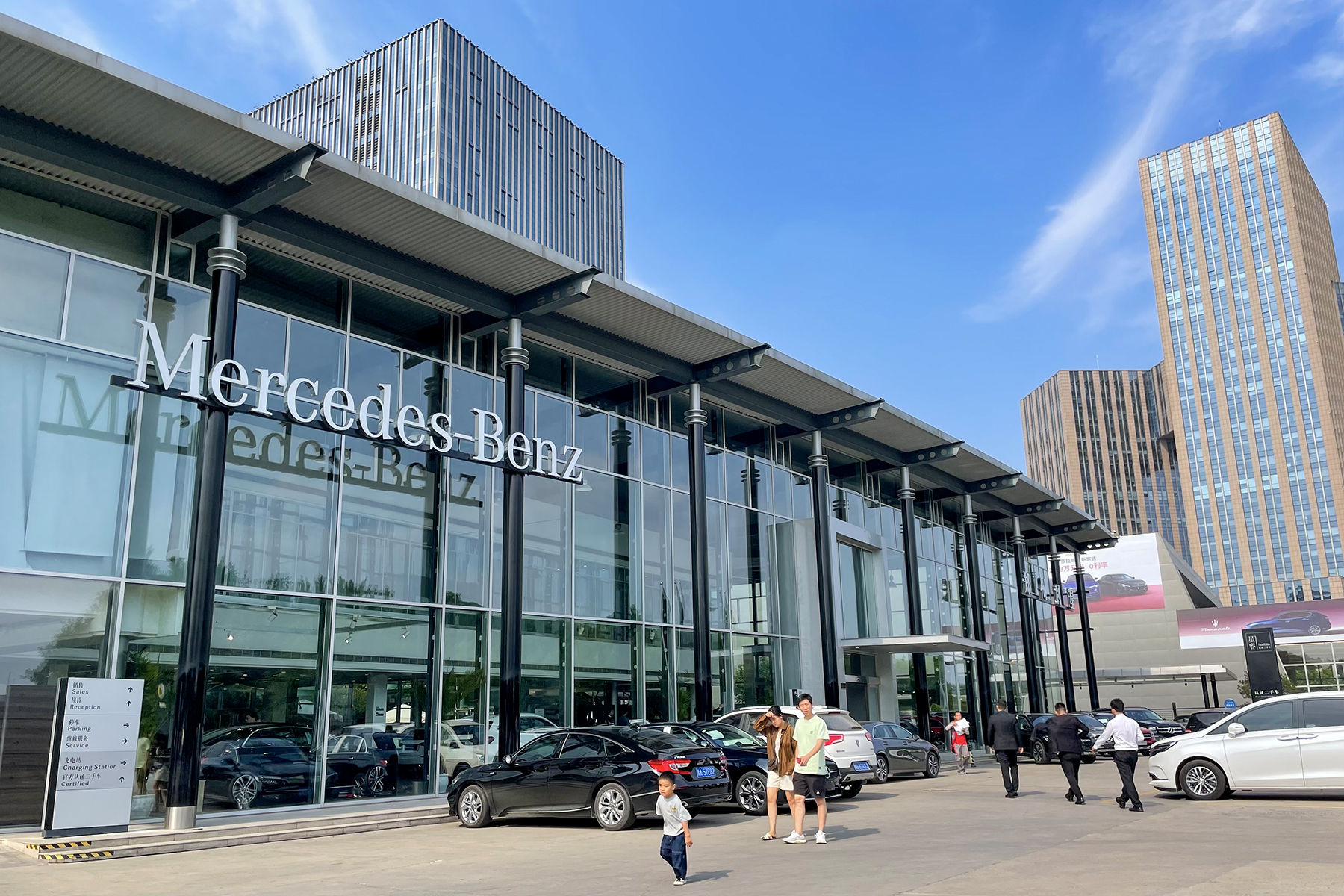
郑州一家奔驰经销店

在中国，授权汽车经销店被称为4S汽车店。4S代表整车销、零配件、售后服务和调查信息反馈。大多数情况下，品牌新车只能从4S店购买。
与世界其他地区相比，中国汽车经销商的利润相当高，大多数情况下为10%。这据说是由于制造商公布的“不透明发票价格”以及他们为快速交货而收取的溢价。由于大多数客户缺乏了解，经销商可以以比售后市场高得多的价格出售附加产品。对于需求量大的新车，会为立即交货或下订单增加高额溢价。政府或协会都没有对此进行监管，但一些零售商是中国汽车经销商协会的成员。

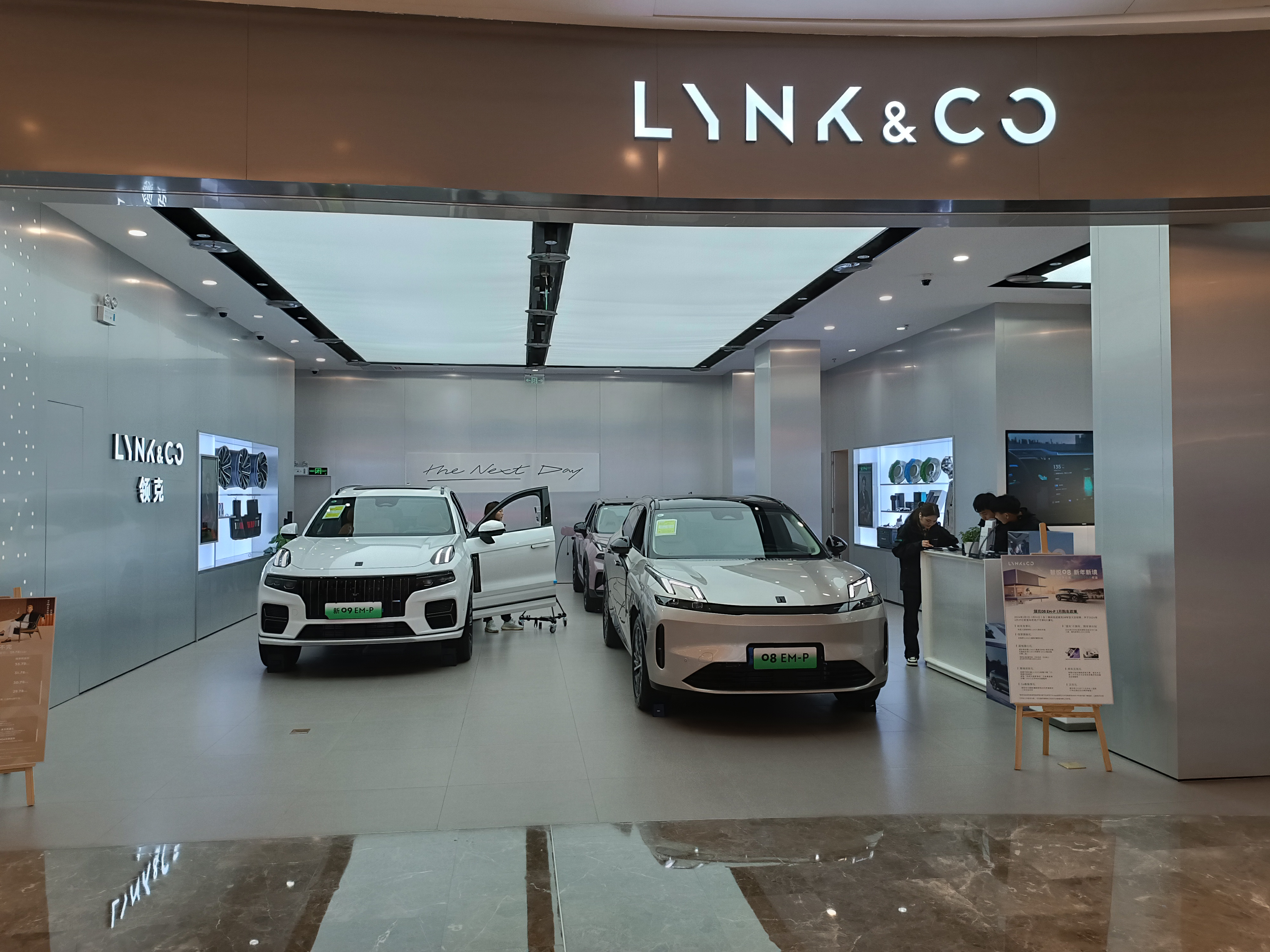
深圳一家商场内的领克展厅，直接向客户销售汽车

直销在中国是被允许的，并且在2020年代，在新能源汽车品牌的推动下，直销越来越受欢迎。许多电动汽车品牌，如蔚来汽车、小鹏汽车和华为旗下的鸿蒙智行，都严重依赖或完全依赖直销模式。传统汽车制造商也开始采用这种销售模式。这种现象导致传统经销商数量减少。

### 命名法
中国的汽车品牌和车型名称通常包括英文名称和由制造商选择的中文名称，无论是外国品牌还是国内品牌，通常发音与英文名称不同或无关。例如，“丰田”与其原名发音不同，但日语中相同的汉字表示“丰田”。另一方面，Mazda选择使用发音相同的音译名称“马自达”。另一个例子是“AITO”，它有一个与中文名称完全不相关的字、音、义，即“问界”，字面意思是“问名世界”。

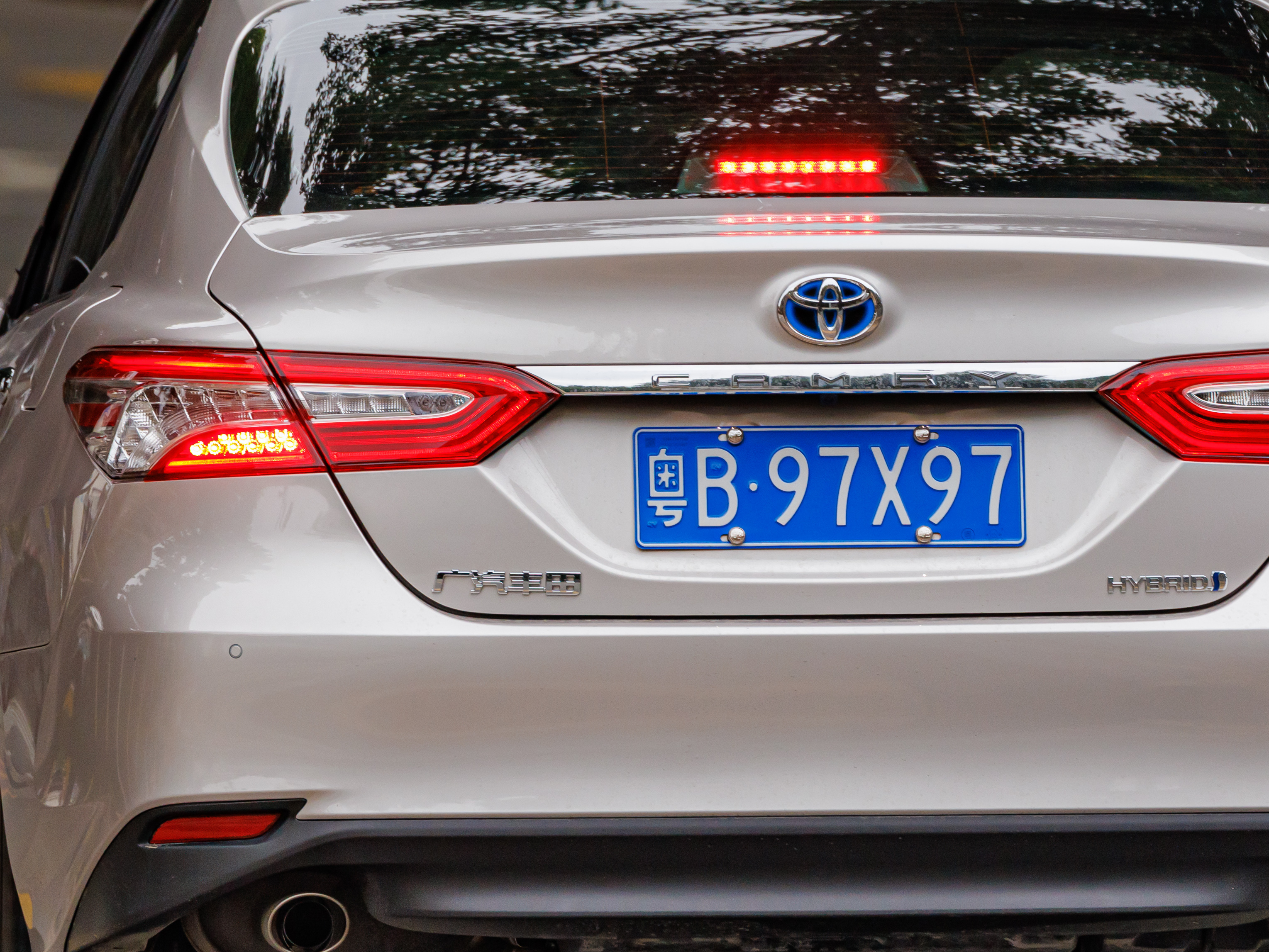
带有“广汽丰田”强制车尾标志的丰田凯美瑞

中国汽车市场的另一个现象是，每辆国产汽车的后部都必须印有制造商的中文名称标志。中国政府于2006年2月实施了《汽车产品外部标识管理办法》，要求制造商必须用特定大小和材质的中文字符标注汽车制造商的名称。其目的是突出汽车的“中国制造”地位。该规定不适用于进口汽车或出口汽车。

## 绿色汽车

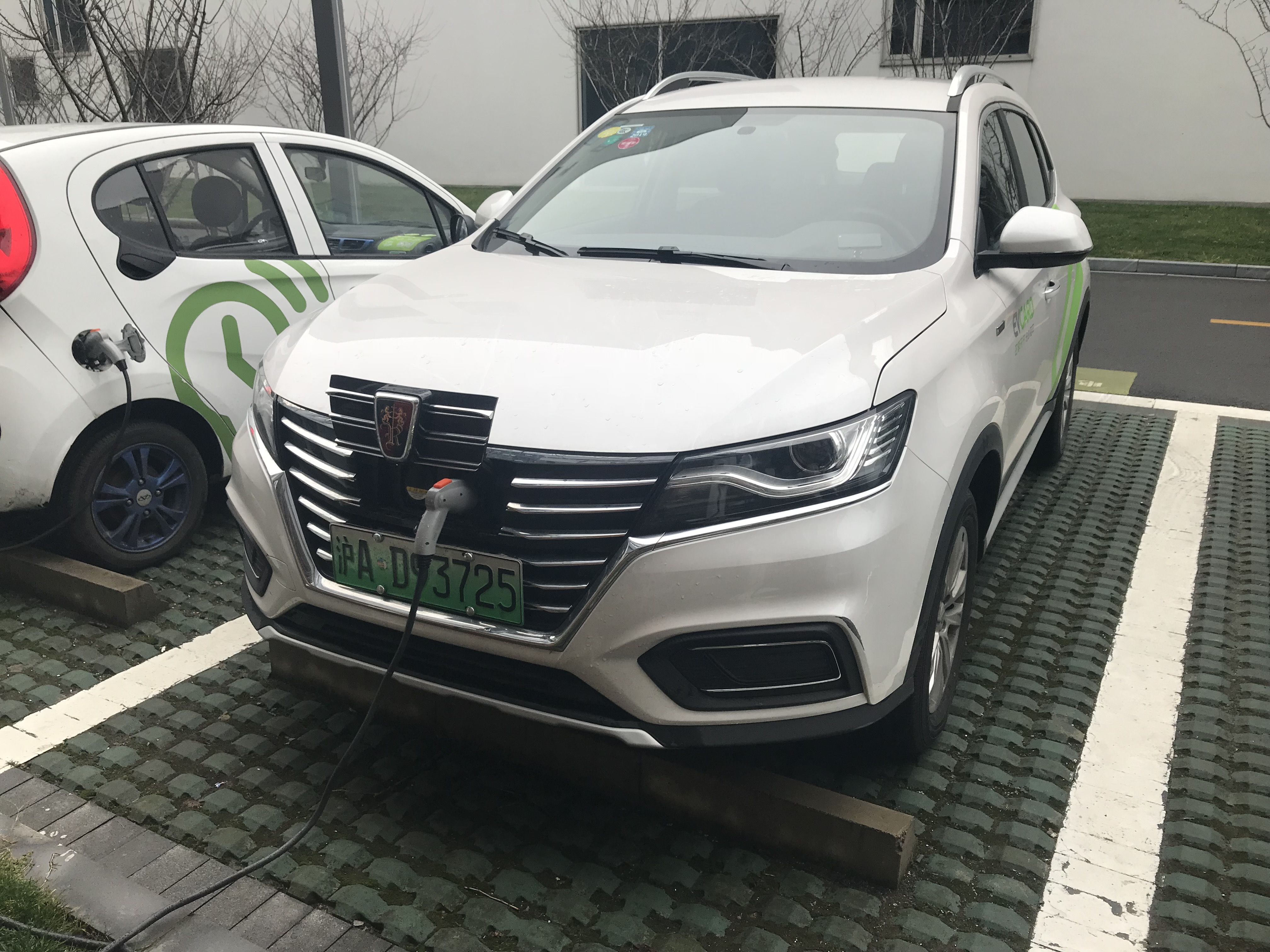
一辆荣威ERX5电动车正在充电。中国的新能源汽车以浅绿色车牌为特征。

中国政府鼓励发展绿色汽车，以保持国内汽车工业产值的持续增长（见汽车燃油经济性）。计划到2007年底，中国各类汽车百公里平均燃油消耗量降低10%。将增加使用替代燃料的汽车比例，以优化国内能源消耗。优先促进纯电动和混合动力汽车以及替代燃料汽车（尤其是压缩天然气/液化天然气）的研发。

### 环境标准
2008年3月10日，北京成为全国首个要求轻型汽车执行国四排放标准（相当于欧四）的城市。2013年1月和2015年8月，北京轻型汽车和重型汽车分别转为第五阶段排放标准。2016年4月12日，生态环境部公布了轻型汽车国六排放标准的实施建议。

### 电动汽车
由于严重的空气污染问题和日益增长的交通量，替代淘汰能源汽车生产成为中国政府重点关注的领域，因此国家和地方层面出台了多项有利于电动汽车的政策。许多城市为电动汽车车主提供免费牌照（传统汽车的一大笔开支），并免除登记摇号。这些政策引起了中国社会对新能源汽车的浓厚兴趣。
2015年12月，中国是全球最大的电动公交车市场，到2020年，预计将占全球电动公交车市场的50%以上。中国在插电式商用车领域也处于世界领先地位，包括电动公交车、插电式卡车，特别是环卫/垃圾车。

2011年至2021年中国新能源汽车累计销量

政府鼓励人们购买此类汽车，新车牌的等待时间较短，而且政府还为电动汽车提供高达40%的折扣。2018年，新能源汽车占中国新车销量的3%左右。
2018年10月，特斯拉在上海临港购买土地，用于建设电动汽车制造厂。此时，大众紧随其后也开始建设电动汽车工厂，计划年产能为30万辆大众MEB平台汽车。
2022年，中国电动汽车行业的主要参与者包括比亚迪汽车、特斯拉中国、上汽通用五菱、广汽埃安和长安汽车。这五家公司合计占有超过50%的市场份额。中国品牌的电动汽车销量约占全球电动汽车销量的一半。

#### 政府政策
《中国汽车产业规划》在中国政府官方网站上公布，称中国计划创造50万辆新能源汽车的生产能力，包括纯电动汽车和插电式混合动力汽车。该计划旨在将此类新能源汽车的销量提高到中国乘用车销量的5%左右。2010年北京车展上，展出了20多辆电动汽车，其中大部分来自本土汽车制造商。截至2010年5月，据报道至少有10款全电动车型即将量产。
2009年，中国政府在10个城市实施了购买插电式混合动力汽车、电动汽车和公交车的补贴政策。乘用车每辆补贴在4000元至60000元人民币之间。在北京、西安等10个主要城市，中国电动汽车生产商与出租车公司密切合作，制定了改进核心电池技术的运营解决方案，例如实施多班制。
2020年11月2日，中国政府出台了《新能源汽车产业发展规划（2021-2035年）》，旨在实现可持续的汽车未来和减少排放。该计划是旨在加强电动汽车行业的支持性政策的一部分。2023年6月21日，中国公布了一项为期四年、总额达5200亿元人民币的重大税收激励计划，为新能源汽车提供税收减免。该计划为2024年和2025年购买的电动汽车提供完全免征购置税，每辆车最多可节省30,000元人民币。从2026年到2027年，免税额将减半，上限为15,000元人民币。这一举措旨在刺激汽车销售低迷情况下的汽车行业增长。深圳和上海等地区也出台了支持电动汽车产业的地方举措，包括财政支持和实施计划，以推动各自地区的增长。

## 对外出口

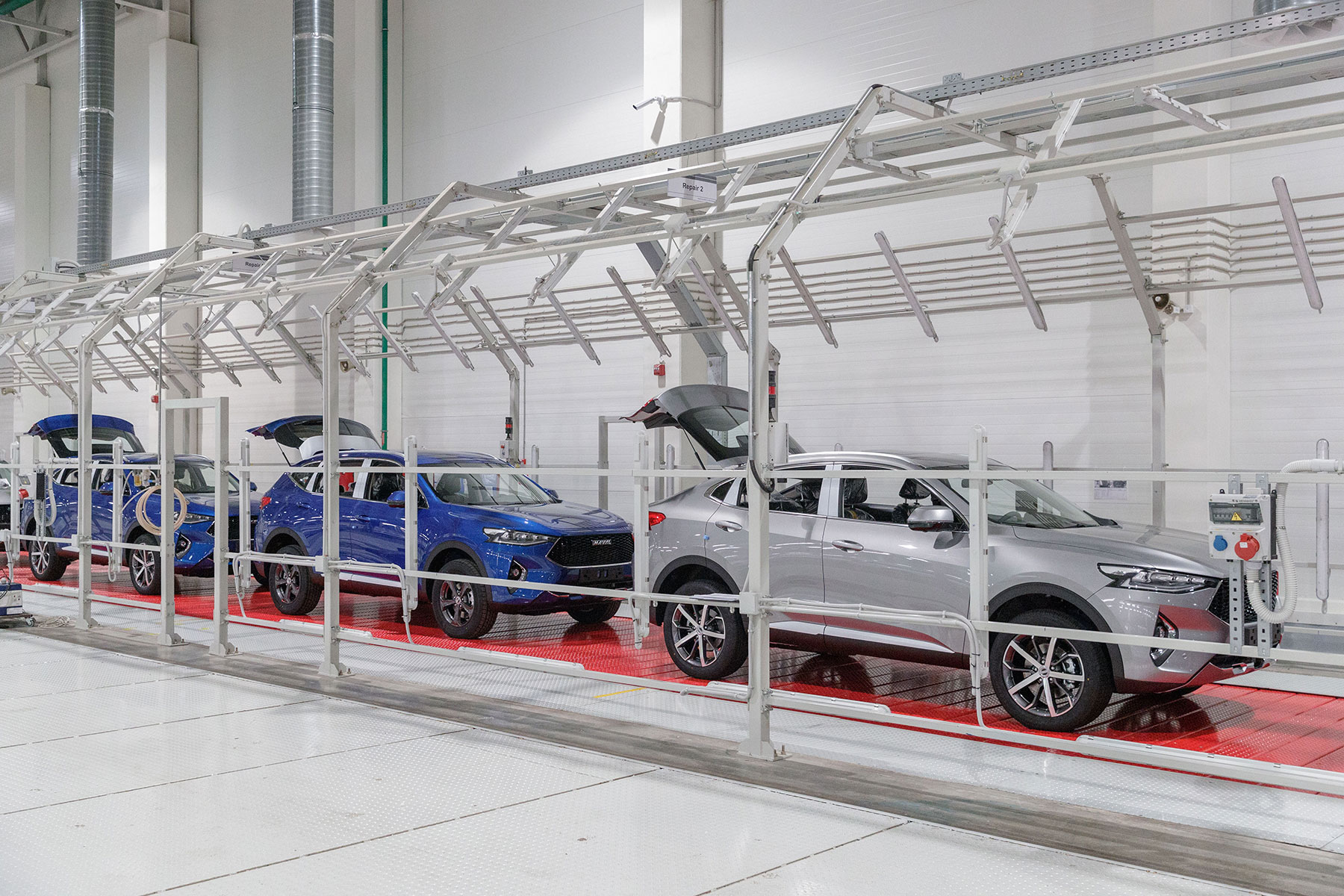
长城汽车以散件形式出口部分汽车到俄罗斯，在位于图拉州的哈弗工厂进行组装。

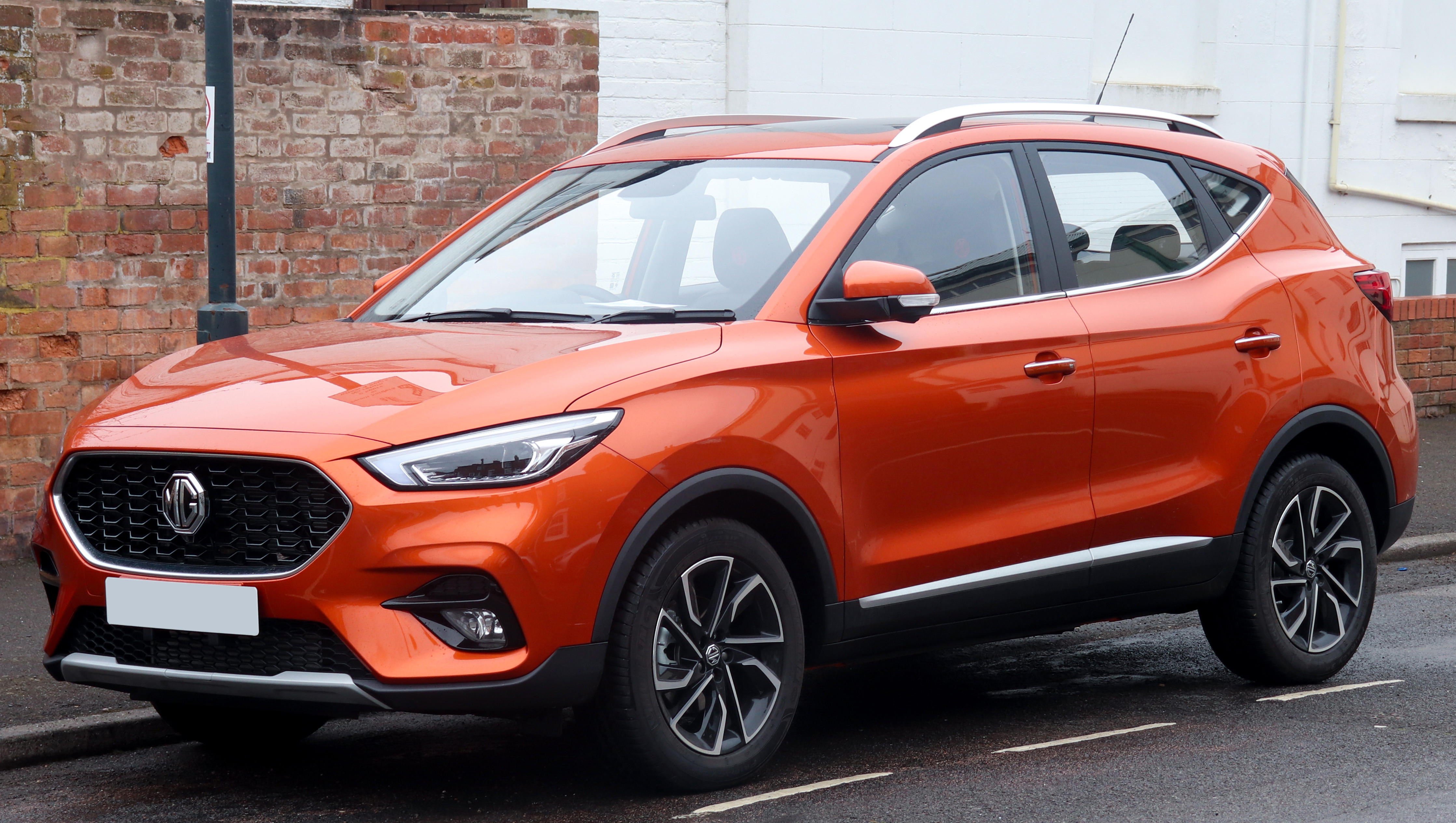
MG ZS是2023年出口最多的中国汽车车型，海外累计销量25.1万辆。

2012年，中国汽车出口量约为每年100万辆，主要出口到新兴市场。到2022年，中国汽车出口量达到311万辆，位居世界第二。2700万辆汽车产量中，国内品牌仍占绝大部分。新能源汽车销量总计67.9万辆。2023年，中国超越日本，成为全球最大的汽车出口国。出口量的增加推动了电动汽车需求的增长。
与中国本土制造商不同，合资车企不愿意从中国出口汽车，因为必须与当地合作伙伴分享50%的利润，而通过从其他地方的全资工厂出口则可以获得全部利润。早期值得注意的例外包括本田，该公司于2003年与本土车企合资，生产出口到欧洲的汽车， 以及2004年将大众波罗出口到澳大利亚的上汽大众。由于产能过剩、生产成本低以及电动汽车供应链更加便捷，一些合资企业，如上汽通用汽车，长安福特和江铃汽车（自2018年起），北京现代（自2018年起）悦达起亚（自2018年起），东风本田和广汽本田（自2023年起），和其他公司开始从中国向海外市场运载汽车。
据麦肯锡报告书显示，中国车企近年来在海外市场表现不俗，但其运营模式仍以“纯出口”为主，与深耕海外市场多年的国际车企相比还不够成熟，例如日本车企的销量中，仅有40%左右是在日本本土生产，60%是在其海外市场生产和销售。

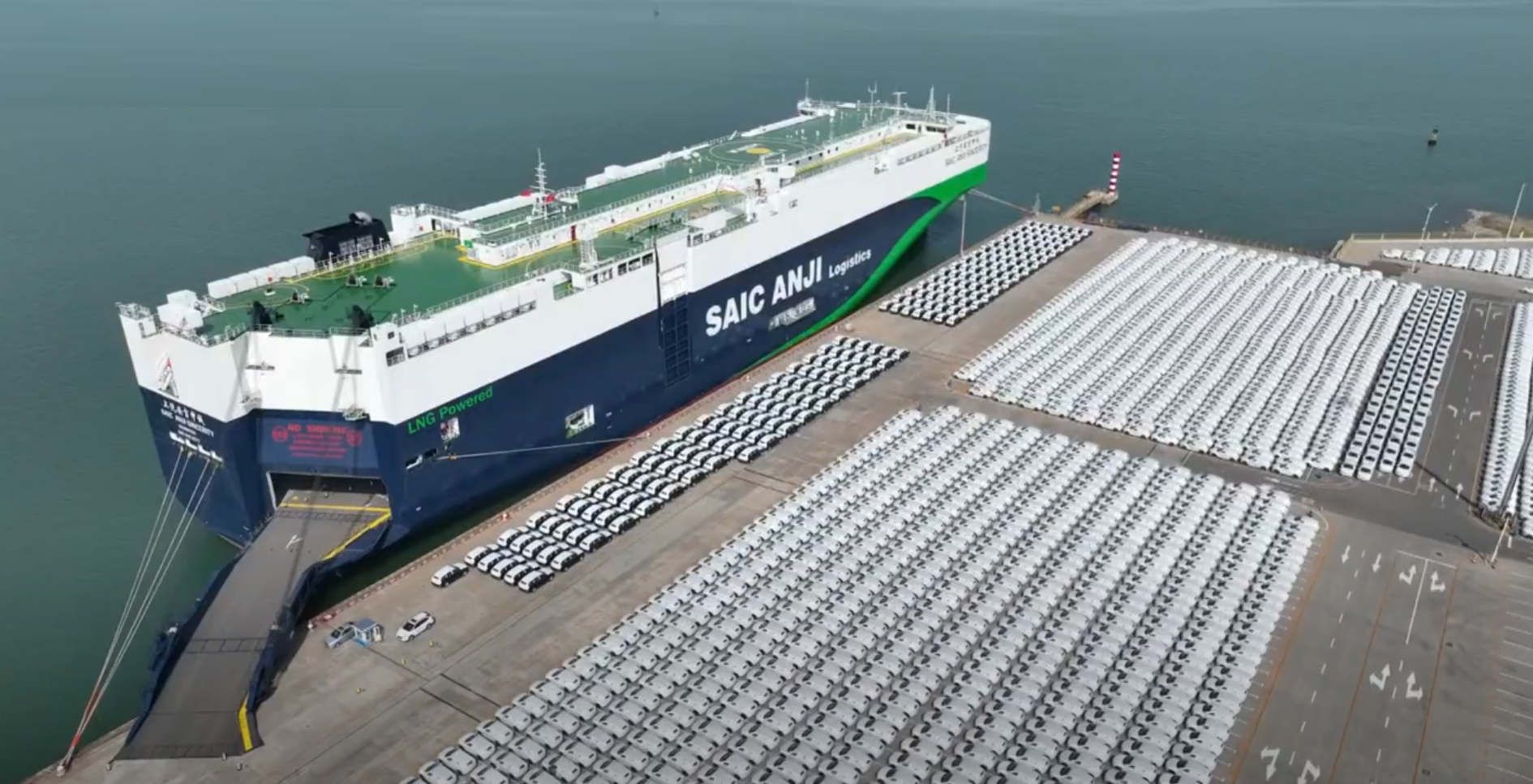
上汽安吉物流旗下的一艘滚装船停靠在天津港

中国的“一带一路”倡议有力地推动了中国汽车行业的发展，与非“一带一路”成员国相比，“一带一路”成员国的汽车出口额往往几乎是中国汽车出口额的两倍。至少到2024年，中国电动汽车行业在包括东南亚在内的发展中国家市场中都处于强劲的竞争地位。（pp. 58–59）
| 年份 | 总计      | 乘用车    | 商用车  |
| ---- | --------- | --------- | ------- |
| 2010 | 544,900   | 283,000   | 261,900 |
| 2011 | 814,000   | 476,100   | 338,200 |
| 2012 | 1,056,100 | 661,200   | 394,900 |
| 2013 | 977,300   | 596,300   | 381,000 |
| 2014 | 910,400   | 533,000   | 377,300 |
| 2015 | 699,400   | 345,400   | 354,000 |
| 2016 | 708,000   | 477,000   | 231,000 |
| 2017 | 891,000   | 639,000   | 252,000 |
| 2018 | 1,041,000 | 758,000   | 283,000 |
| 2019 | 1,024,000 | 725,000   | 299,000 |
| 2020 | 995,000   | 760,000   | 235,000 |
| 2021 | 2,015,000 | 1,614,000 | 402,000 |
| 2022 | 3,111,000 | 2,529,000 | 582,000 |
| 2023 | 5,220,000 | 4,450,000 | 770,000 |
| 2024 | 5,859,000 | 4,955,000 | 904,000 |

| 排名 | 2024       | 2024      | 2023       | 2023      | 2022       | 2022    | 2021       | 2021    | 2020       | 2020    | 2019       | 2019    | 2018       | 2018    |
| ---- | ---------- | --------- | ---------- | --------- | ---------- | ------- | ---------- | ------- | ---------- | ------- | ---------- | ------- | ---------- | ------- |
| 1    | 奇瑞汽车   | 1,144,000 | 上汽集团   | 1,090,000 | 上汽集团   | 906,000 | 上汽集团   | 598,000 | 上汽集团   | 323,000 | 上汽集团   | 285,000 | 上汽集团   | 238,200 |
| 2    | 上汽集团   | 929,000   | 奇瑞汽车   | 925,000   | 奇瑞汽车   | 452,000 | 奇瑞汽车   | 269,000 | 奇瑞汽车   | 114,000 | 奇瑞汽车   | 96,000  | 奇瑞汽车   | 122,900 |
| 3    | 长安汽车   | 536,000   | 吉利汽車   | 408,000   | 特斯拉中国 | 271,000 | 特斯拉中国 | 163,000 | 长安汽车   | 82,000  | 东风汽车   | 86,000  | 北汽集团   | 77,000  |
| 4    | 吉利汽车   | 532,000   | 长安汽车   | 358,000   | 长安汽车   | 249,000 | 长安汽车   | 159,000 | 吉利汽車   | 73,000  | 北汽集团   | 80,000  | 江淮汽车   | 74,800  |
| 5    | 长城汽车   | 453,000   | 特斯拉中国 | 344,000   | 东风汽车   | 242,000 | 东风汽车   | 154,000 | 长城汽车   | 70,000  | 长安汽车   | 68,000  | 东风汽车   | 73,800  |
| 6    | 比亚迪汽车 | 433,000   | 长城汽车   | 316,000   | 吉利汽車   | 198,000 | 长城汽车   | 143,000 | 东风汽车   | 69,000  | 长城汽车   | 65,000  | 长安汽车   | 61,400  |
| 7    | 北汽集团   | 274,000   | 比亚迪汽车 | 252,000   | 长城汽车   | 173,000 | 吉利汽車   | 115,000 | 北汽集团   | 54,000  | 吉利汽車   | 58,000  | 沃尔沃汽车 | 55,800  |
| 8    | 特斯拉中国 | 260,000   | 东风汽车   | 231,000   | 江淮汽车   | 115,000 | 北汽集团   | 81,000  | 沃尔沃汽车 | 41,000  | 江淮汽车   | 45,000  | 长城汽车   | 47,000  |
| 9    | 江淮汽车   | 249,000   | 北汽集团   | 190,000   | 北汽集团   | 110,000 | 江淮汽车   | 74,000  | 江淮汽车   | 37,000  | 沃尔沃汽车 | 44,000  | 中国一汽   | 43,600  |
| 10   | 东风汽车   | 246,000   | 江淮汽车   | 170,000   | 重汽集團   | 83,000  | 重汽集團   | 54,000  | 重汽集團   | 31,000  | 重汽集團   | 40,000  | 华晨汽车   | 43,400  |

^ 上汽集团數據包括上汽通用和上汽通用五菱 

## 外国关税和限制
自2020年代开始，中国制造的汽车出口显著增加。然而，这些汽车在海外的存在导致关税和限制的提高，原因是倾销、国家补贴、产能过剩、国家安全和强迫劳动等指控。批评者认为，这些指控是保护主义的正当理由。

### 美国
针对强制技术转让指控，美国于2017年根据《1974年贸易法》第301条款启动调查。
在唐纳德·特朗普的第一任总统任期内，美国对中国制造的汽车征收了27.5%的高额关税，并通过乔·拜登的《通胀削减法案》中的保护主义税收抵免来支持这一政策，该法案激励了北美的电动汽车和电池生产。此外，美国两党领导人对中国的敌意使中国汽车制造商难以进入美国市场。
2023年11月，美国众议院美中战略竞争特别委员会要求美国贸易代表办公室进一步提高中国产汽车的关税，并调查如何阻止中国企业从墨西哥向美国转口汽车，以保护美国汽车工业。2023年12月，美国政府出台了电动汽车税收抵免规则，任何使用中国控制董事会席位25%以上公司的零部件的汽车将被取消7500美元的补贴。
2024年2月，美国政府以《防止维吾尔族强迫劳动法》为由，禁止进口多款大众汽车，指控这些汽车的部分零部件是在新疆强迫劳动下生产的。大众汽车此前否认了这些指控，声称通过第三方审计没有发现员工存在强迫劳动的迹象或证据。
2024年4月，美国财政部部长珍妮特·耶伦访华时，指责中国汽车行业产能过剩，使美国工人和企业处于不利地位。 而一些行业观察人士则认为，美国提出的产能过剩问题是其推行保护主义的借口。

2024年5月，美国商务部部长吉娜·雷蒙多表示，美国可能出于国家安全原因采取“极端行动”，禁止或限制中国汽车。 美国总统乔·拜登随后宣布提高中国产电动汽车的关税，税率从25%增加四倍至100%以上。国际货币基金组织批评拜登政府提高电动汽车等中国商品关税的决定，敦促美国保持开放的贸易政策。

### 加拿大
2024年8月，加拿大宣布除其他关税外，还将对进口自中国的电动汽车征收100%的关税。

### 欧盟
2023年9月，欧盟委员会主席乌尔苏拉·冯德莱恩宣布欧盟将对中国电动汽车制造商展开反补贴调查。冯德莱恩声称，全球市场“充斥着”廉价的中国电动汽车，而政府通过大量补贴人为压低其价格，扭曲了欧盟市场。中国《人民日报》指出，欧盟提出的调查是打着“公平竞争”的旗号搞“保护主义”。Stellantis首席执行官Carlos Tavares批评了这项调查，称这不是解决全球贸易问题的最佳方法。他强调需要从全球视角来应对挑战并促进竞争，并敦促欧洲政界人士支持该地区的汽车制造商与提供价格具有竞争力的中国竞争对手竞争。
实际上，中国企业在欧盟销售汽车的价格和利润率明显高于中国国内市场。 据研究机构铑集团称，欧盟需要征收45%至55%左右的关税才能使出口到欧洲市场的商品失去吸引力。

在欧盟进行反补贴调查之后，2024年6月，欧盟委员会宣布对中国制造的电动汽车征收新关税（在现有的对所有外国制造的汽车，无论何种发动机类型，征收10%的关税基础上），该关税于2024年7月4日生效。虽然分析师们曾预测关税将在10%至25%之间，但欧盟将征收高达38.1%的关税。比亚迪生产的电动汽车将面临17.4%的进口关税，吉利生产的汽车将面临20%的关税，进口量最大的上汽集团生产的汽车将面临最高38.1%的关税。没有接受检查或提供信息的制造商将面临最高38.1%的关税，而那些配合的制造商将被征收21%的关税。6月26日，在收到受影响企业的更多信息后，欧盟将对上汽集团的拟议关税从38.1%降至37.6%，对吉利的拟议关税从20%降至19.9%。
中国商务部批评欧盟“无视”事实、世贸组织规则、中国的反对意见以及欧盟各成员国和行业的呼吁。德国总理奥拉夫·朔尔茨警告不要限制与中国的汽车贸易，强调保持市场开放的重要性。2022年，大众和宝马等德国汽车制造商在中国的汽车销量合计达460万辆，贸易紧张局势将对其产生重大影响。包括梅赛德斯-奔驰在内的西方制造商对关税表示反对，担心市场开放程度。中国市场是梅赛德斯-奔驰的重要市场，因此面临风险。大众表示，该决定的时机不利于电动汽车需求，引发了人们对贸易冲突升级的担忧。
2024年7月，上汽集团发表声明称，将正式向欧盟委员会就反补贴调查举行听证会。该公司声称，欧盟委员会的调查要求上汽集团披露其商业敏感信息，包括电池相关化学配方，但上汽集团以这超出了正常调查范围为由拒绝了。2024年9月，欧盟拒绝了中国电动汽车制造商提出的最低进口价格提议。
2024年10月，欧盟领导人批准对中国电动汽车征收额外关税，尽管遭到包括德国在内的五个国家的反对，德国警告称，这一决定可能会损害其汽车行业。欧盟委员会在发现中国制造商获得不公平的国家援助后暂时支持了这些关税，并将从2024年11月开始的五年内征收高达35.3%的关税。尽管包括法国和意大利在内的十个成员国支持这些关税，但德国和匈牙利反对这些关税，称这可能会损害当地汽车制造商。这一决定引发了对与中国的贸易战的担忧，中国谴责此举是保护主义行为。中国对此向世贸组织发起申诉。

#### 技术转让需求
2024年11月，《金融时报》报道称，欧盟正计划要求中国汽车公司向欧洲企业转让技术，以换取欧盟的补贴。该提议引发了中国汽车业界的广泛批评。

### 土耳其
2024年6月，土耳其对从中国进口的汽车征收40%的附加关税或7,000美元的最低关税（以较高者为准），自2024年7月7日起生效。这一决定是继2023年土耳其对中国进口电动汽车征收附加关税之后做出的。土耳其政策背后的理由是保障国内汽车生产并减少经常账户赤字。奇瑞等中国车企正在考虑在土耳其建立生产设施以规避关税。2024年7月，土耳其宣布在土耳其投资的公司将免征新关税。

### 印度
由于中印边境冲突以及对外国投资采取更高要求，印度一直主动拒绝中国汽车制造商的投资计划。长城汽车最初提出投资10亿美元，并计划于2021年通过收购通用汽车的一家前工厂开始生产，但由于未能获得监管部门的批准，长城汽车于2022年7月取消了该计划。2023年7月，比亚迪汽车因印度政府的审查而被迫取消了其在印度生产汽车的10亿美元投资计划，理由是存在“安全问题”，尽管比亚迪公司在印度生产电子产品和电动巴士已有16年。 名爵印度一直难以获得印度政府的批准，无法从母公司上汽集团获得资本，直到当地公司JSW Group收购了该公司35%的股份。

## 争议

### 山寨模仿
与中国其他行业一样，许多中国汽车制造商也被指控抄袭外国企业的设计。

#### 比亚迪
比亚迪的部分早期车型在历史上与其他品牌的车型相似，包括雷克萨斯、丰田、本田、梅赛德斯-奔驰、和保时捷。

#### 奇瑞
通用汽车高管声称奇瑞QQ的设计抄袭了大宇Matiz，其可以扩展到可互换零件。通用汽车中国表示，两款车“车身结构、外观设计、内饰设计和关键部件非常相似”。在最初的调解尝试失败后，韩国通用汽车于2005年向上海法院对奇瑞提起诉讼。
当时，包括商务部副部长和国家知识产权局副局长在内的中国政府官员公开支持奇瑞。有人认为通用汽车可能没有为其技术申请专利。

#### 长城汽车
菲亚特声称长城A级轿车“精灵”是其第二代菲亚特Panda的仿制品。
2008年意大利都灵法院的一项裁决证实了这一说法，指出长城精灵“看起来不像是另一款汽车，而是一款前端不同的菲亚特Panda”。

#### 陆风汽车
陆风汽车是长安汽车和江铃汽车的新合资企业，于2014年推出了陆风X7 SUV。捷豹路虎认为它是奇瑞捷豹路虎本地生产的路虎揽胜极光的仿制品，并试图阻止其生产，但没有成功。尽管两款车的设计相似，但X7上市时的价格几乎是Evoque的三倍。X7的起价为135,000元，而Evoque的起价为398,000日元（截至2015年8月为64,000美元）。X7的套件在中国销售，以使该车更像Evoque。这些套件包括Evoque格栅、标志和徽章。
捷豹路虎的首次回应是在2014年11月的广州车展上，当时捷豹汽车公司的汽车设计师伊恩·卡勒姆在推特上发布了这款车的照片，并指出X7与Evoque 有相似之处。捷豹路虎随后在中国向法院提起诉讼，但其诉讼于2015年初被驳回。在2015年的上海车展上，捷豹路虎首席执行官拉尔夫·斯佩思表示，他很遗憾“复制粘贴的风潮突然间又抬头了”。他补充说，由于没有法律禁止仿制汽车，他的公司也无能为力。
2016年6月，捷豹路虎再次向北京法院对江铃汽车提起诉讼。该汽车制造商指责江铃侵犯版权并存在不正当竞争。这是一个罕见的举动；大多数非中国汽车制造商不会因为中国公司抄袭设计而诉诸法庭，因为获胜的可能性很小。同月，一位匿名的消息人士告诉《路透社》，江铃已与捷豹路虎达成协议，不会将X7出口到巴西。据同一消息来源称，两家公司还讨论了X7的设计更新中可以接受的内容。

#### 双环
双环来宝车引发了无数争议，奔驰甚至因为其与司麥特Fortwo相似而对双环汽车提起了诉讼。梅赛德斯-奔驰还说服意大利法院禁止该车在博洛尼亚车展上展出，但双环来宝车还是在博洛尼亚车展上展出。

### 技术转让政策
2010 年代，西方汽车行业及其他领域出现了强制技术转让的指控。批评主要集中在政府的合资政策上，该政策要求技术转让以换取进入该国庞大的国内市场。中国政府出台十一五规划后，对先进技术转让采取了更加专注的态度，批评声音也随之增多。2010年，外国汽车制造商抱怨中国工信部的一项计划，称该计划强制共享电动汽车的关键技术。
据《纽约时报》报道，通用汽车被要求披露有关雪佛兰沃蓝达的关键技术信息。通用汽车副董事长史蒂夫·吉尔斯基对记者表示，上汽集团和中国政府都没有要求采用沃蓝达技术。
中国政府一直否认不当行为的指控，并表示技术转让符合世贸组织规则。2017年，中国商务部表示，外国公司在中国设立合资企业是自愿行为，中国没有任何法律强制外国投资者转让技术。2019 年，为了吸引更多外国投资者并回应批评，全国人民代表大会通过了一项法律，将强制技术转让定为非法。

#### 评论
德国经济学家丹尼尔·格罗斯认为，西方公司因技术转让而付出的成本“被大大夸大了”。他还表示，增加向外国汽车制造商支付的专利使用费表明，技术转让中“很大一部分且越来越大的份额”并非强制的。中国社会科学院院士余永定表示，外国企业非常清楚与中国企业合作能得到什么好处，这种合作是互利共赢的。

### 安全性
英国汽车工业研究所主席吉姆·萨克将中国汽车在英国的销售描述为“特洛伊木马入侵”，并声称中国汽车存在“重大安全问题”。他声称“没有办法”阻止中国汽车公司远程禁用这些车辆。萨克没有提供任何证据来证实他的说法，其他专家则认为这些说法纯属危言耸听。

## 主要厂家

### 国有企业
- 一汽集团
  - 红旗 (轿车)
  - 奔腾 (汽车)
  - 一汽大众
    - 捷達 (品牌)
    - 一汽奥迪

  - 一汽丰田
  - 解放牌汽车
- 上汽集团
  - 荣威
    - 飞凡汽車

  - MG汽车
  - 智己汽车
  - 上汽大众
    - 上汽奥迪
    - 上汽大众斯柯达

  - 上汽通用
    - 上汽通用五菱
      - 寶駿

    - 上汽通用雪佛兰
    - 上汽通用别克
    - 上汽通用凯迪拉克

  - 上汽大通
  - 上汽红岩
  - 南京汽車集團
    - 躍進
    - 南京依维柯
- 北汽集团
  - 北京汽车
    - 北京现代
    - 北京奔驰
    - 福建奔驰

  - 北汽蓝谷
    - 极狐汽车
    - 享界

  - 昌河汽車
  - 北汽福田
  - 常州长江客车
- 东风汽车
  - 东风风神（英语：Aeolus (marque)）
  - 东风纳米（英语：Dongfeng Nammi）
  - 东风奕派
  - 嵐圖
  - 猛士
  - 东风本田
    - 思銘
    - 靈悉

  - 神龙汽车
    - 东风富康
    - 东风标致
    - 东风雪铁龙
    - DS汽车

  - 东风日产
    - 啟辰
    - 东风英菲尼迪
    - 郑州日产
      - 东风风度

  - 东风柳汽
    - 东风风行（英语：Forthing）

  - 东风能迪
  - 東風揚子江汽車
  - 东风汽车股份有限公司
    - 东风御风（英语：Dongfeng Yufeng）

  - 福汽集团
    - 新龙马汽车
    - 金龍聯合汽車
      - 南京金龍
      - 海格客车
- 江淮汽車
  - 尊界
  - 江淮瑞风
  - 江淮钇为
  - 安凯汽车
  - 思皓汽车（英语：Sehol）
- 长安汽车
  - 长安跨越
  - 长安凯程
  - 长安欧尚（英语：Oshan (marque)）
  - 长安启源
  - 深藍汽車
  - 阿維塔科技
  - 长安福特
    - 长安林肯

  - 长安马自达
- 曙光汽车集团
  - 黄海客车
- 江鈴集团
  - 江铃汽车
    - 江铃福特

  - 江铃雷诺
  - 江铃晶马
  - 江西五十铃
- 北奔重型汽车集团
- 海马汽车
  - 一汽海馬
- 华晨汽车集团
  - 金杯汽车
- 庆铃汽车
- 广西汽车集团
  - 五菱汽车
  - 菱势汽车
- 奇瑞汽车
  - 星途
  - 欧萌达
  - 杰酷
  - 捷途
  - iCar
  - 智界
  - 奇瑞捷豹路虎
  - 東南汽車
  - 开瑞
  - 萬達客車
  - 聯合重卡
- 牡丹汽車
- 三環汽車
- 广汽集团
  - 傳祺
  - 埃安
    - 昊铂

  - 广汽本田
    - 理念 (廣汽本田)

  - 广汽丰田
  - 广汽日野（英语：GAC Hino）
- 悦达起亚
- 恒通客车
- 万山特种车辆
- 株洲中車時代電動汽車
- 山東重工集團
  - 濰柴動力
    - 陕汽集团
    - 亚星客车

  - 重汽集团
    - 中國重汽（香港）
    - 中通客车
- 凯翼汽车
- 三一重工
- 徐工集團

### 民营企业
- 长城汽车
  - 哈弗
  - 歐拉 (汽車)
  - 魏牌
  - 坦克 (品牌)
  - 光束汽車
  - 長徵汽車
- 吉利集团
  - 吉利汽车
    - 吉利银河
      - 吉利几何

    - 极氪
      - 领克

  - 沃尔沃汽车
  - 极星
  - 翼真汽車
  - 蓮花跑車
  - Smart汽车
  - 远程汽車
  - 雷达汽车（英语：Radar Auto）
- 赛力斯集团
  - 赛力斯
  - 问界
  - 藍電
  - 东风小康
    - 东风风光

  - 瑞驰汽车
- 力帆集团
  - 睿蓝汽车
- 宇通客车
- 银翔集团（英语：Yinxiang Group）
  - 北汽瑞翔
- 鑫源集团（英语：Shineray Group）
  - 华晨鑫源
    - 斯威汽車（英语：SWM (automobiles)）
    - SRM鑫源
- 广通汽车
- 中兴汽车
- 汉马科技
- 大运集团
  - 远航汽车
- 比亚迪汽车
  - 方程豹
  - 仰望汽车
  - 腾势汽车
- 申龍客車
- 蔚來汽車
  - 乐道汽车
  - 螢火蟲汽車
- 小鵬汽車
- 合众汽車
- 理想汽車
- 零跑汽車
- 北汽制造
  - 北汽雷驰
- 合创汽車
- 创维汽車
- 极石汽車
- 小米汽车
- 零一汽車

### 外资企业
- 特斯拉上海超级工厂
- 寶馬中國
  - 华晨宝马
- 斯堪尼亞中國